# 京七宝

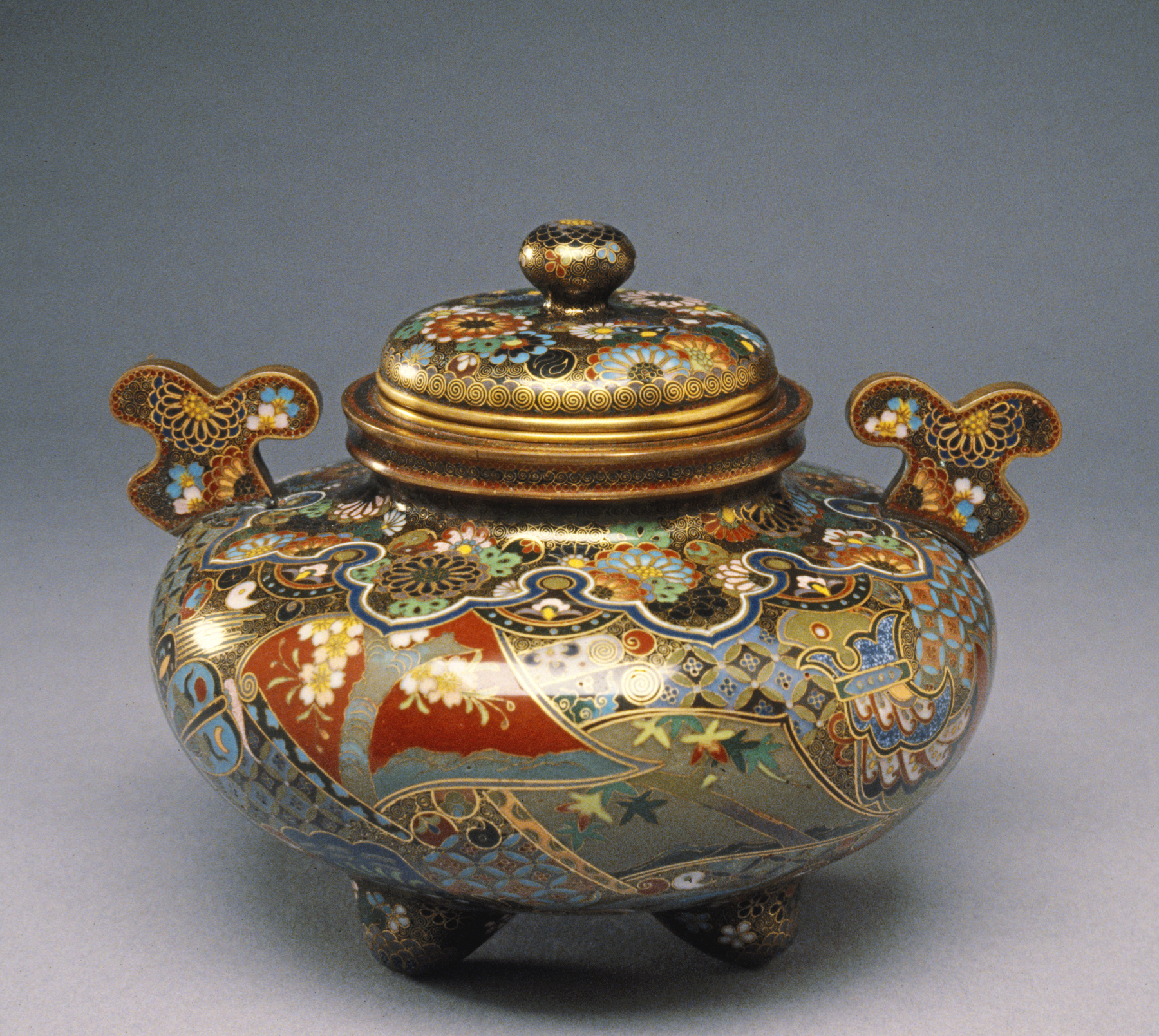
高原駒次郎の作 (1880-1889)

京七宝（きょうしっぽう）とは、京都の神社仏閣などに残る七宝細工や京都で作られた七宝細工のこと。
以下の用例がある。
- 古来（明治期以前）に京都で作られた七宝遺例の総称。本項で記述
- 並河靖之によって確立された七宝の技法および意匠（京都七宝）
- 京都府知事指定伝統工芸品（京七宝協同組合の商標）

ここでは、古来の遺例の総称としての京七宝について記載する。

## 歴史

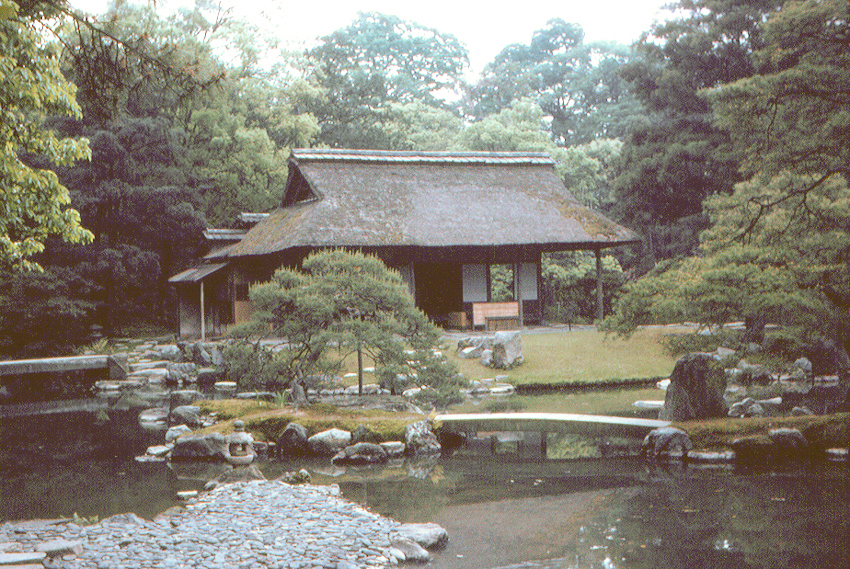
桂離宮 松琴亭

京都で七宝（京七宝）が作られた痕跡は、桃山期から江戸時代初期以降に数多く見られるようになる。
たとえば、伊予松山(愛媛県)より堀川油小路に移り住んだ金工・嘉長は、小堀遠州により登用されて桂離宮、曼殊院門跡などの引手や釘隠しを手がけたといわれている

。
遠州は、天下の三大茶室の一つであり国宝にもなっている大徳寺龍光院の密庵席（みったんせき）、重要文化財となっている孤篷庵の忘筌席などに見られる草庵と書院を融合した茶室の様式を取り入れた。書院造りのもつ固さ厳しさは、低い天井や、釘隠に七宝を使うなどしてやわらいだ
。
また、戸袋の引手などにも七宝を取り入れ棚まわりを装飾した。この頃の七宝装飾として、桂離宮の新御殿の桂棚の引手や、狩野探幽が水墨画を描いた松琴亭の二の間戸袋を飾る有線七宝の巻貝形七宝引手

がよく知られている
。
次に、秀吉 - 家康お抱えの七宝師であった平田彦四朗道仁が、独特の透明感のある釉薬を用いて、武家や公家屋敷の釘隠、刀の鐔など身の回りの品の装飾を手がけている。道仁の一派は、その活躍の場を京都から駿府および江戸へと順次移して、その後大正時代まで11代続いている。道仁に関する記録が連綿と残っている一方で、嘉長に関する記録は限られており、その生涯は明らかではない。しかし、修学院離宮、西本願寺などに今も残る飾金具を見れば、この頃の御殿や神社仏閣の造営のため、嘉長や道仁のような金工が京都の内外から集められたのは間違いないことであろう。
京都で七宝器が使われた記録は、さらに室町時代以前まで遡る。
勘合貿易にて明より輸入した七宝器は、七寶瑠璃（しっぽうるり）と記された（詳しくは七寶瑠璃を参照）。
幕府の唐物目ききであった能阿弥、相阿弥等は七宝器を座敷飾りに推挙しており、東山殿御会所（銀閣寺の前身）の座敷飾などで七宝が使われた。しかし、特に戦国時代、侘びを尊んだ利休の茶の湯の隆盛の下では、華麗な色彩が身上の七宝器は茶人の受け入れるところではなかったという。
豊かな色彩や装飾性が一般に広く受け入れられるようになったのは、琳派の時代を迎えてからのことであった
。
日本伝世の元・明代の七宝器は数が少ないものの、細川幽斎(1534年 - 1610年)所要と伝える七宝縄手香炉や、国内を探せば久能山東照宮にある徳川家康の遺愛品と伝える七宝燭台などが現在も残っている。珍奇な唐物は名物として重宝された。

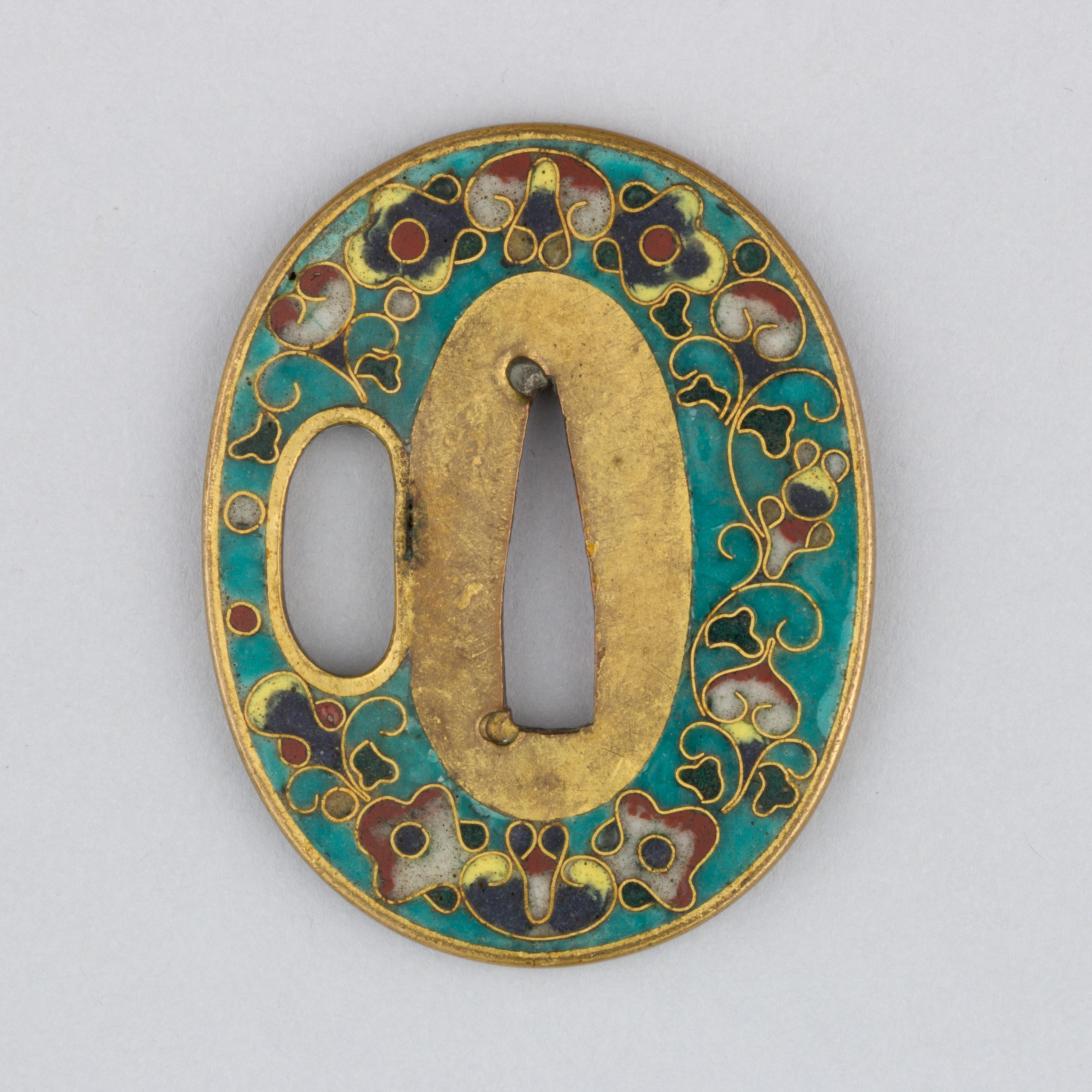
七宝鍔(18世紀 - 19世紀頃, 銅および真鍮)

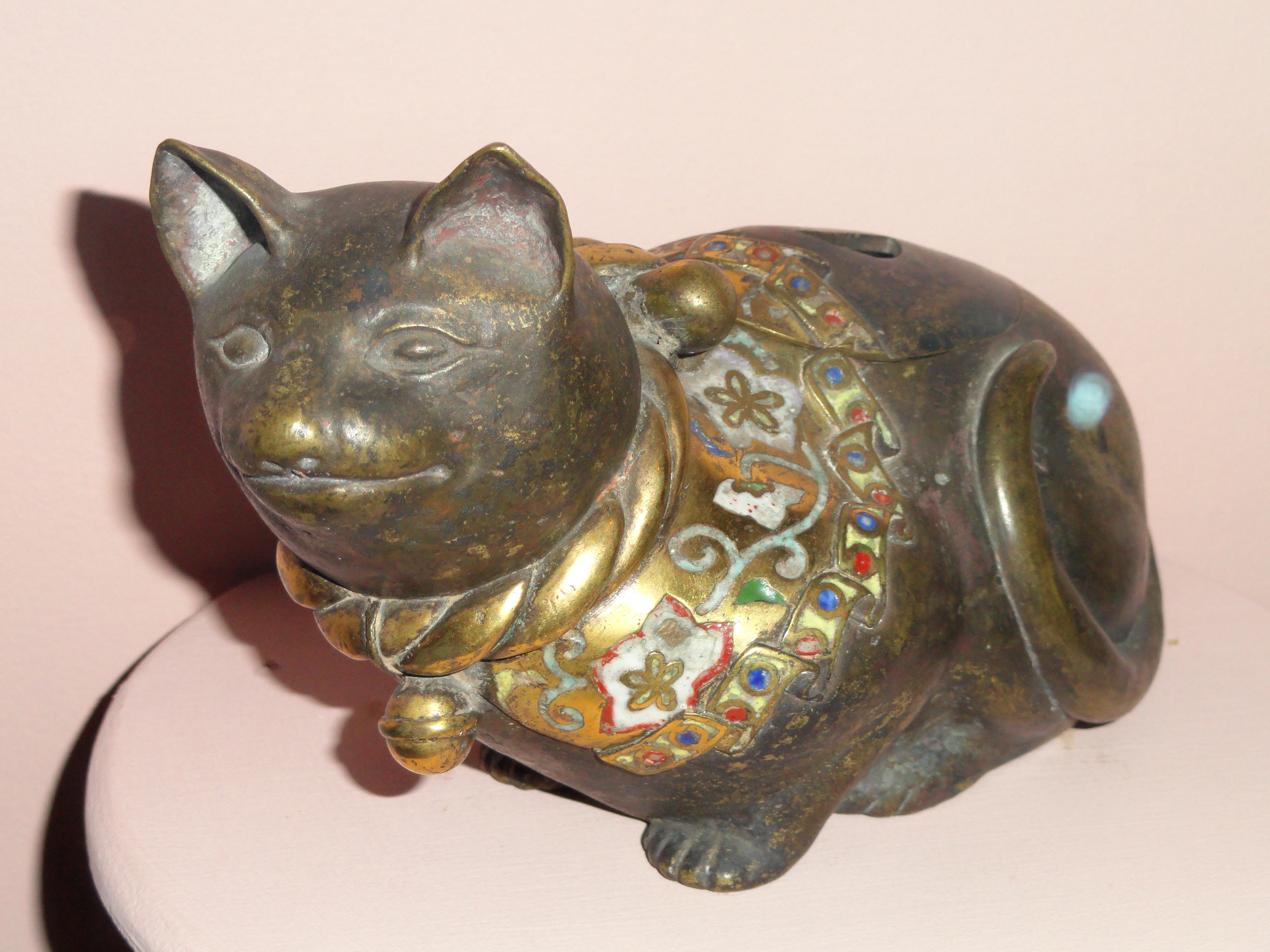
象嵌七宝の香炉(ジョージウォルターヴィンセントスミス美術館)

江戸中期に入ると基準作となるような七宝遺例は極めて少なくなるが、角屋の「緞子の間」、「青貝の間」などの七宝装飾が今日も見ることができる。たとえば、上述の青貝の間には真鍮植線により、白、緑、青、黄、黒の釉薬を施した銅製花文入籠目形の七宝引手が岸駒 (1756–1839) の描いた襖に取り付けられている
。
この頃には、象嵌七宝に加えて、江戸初期にはまだ少なかった有線七宝も次第に多くなり、多彩な七宝が作られるようになる。しかし、この頃の七宝器は、銘のない水滴、香炉、引手、釘隠など、建物から容易に取り外し持ち出すことができるものが多く、製作年を確認できる遺例はほとんど無くなっていく。
この頃、京都で七宝は『ビードロ座』『七寶流し』『七寶瑠璃』などと呼ばれていた
。
あるいは、平田彦四朗道仁の一門の作は『平田七宝』と呼ばれており、五条坂の金工、高槻某の手がけた七宝は高槻七宝と呼ばれるなど、七宝師一門の名でも呼ばれた
。
また、この頃には、江戸初期に造営された寺社仏閣、御殿、茶室の中には、経年に伴う修復、火災による消失からの再建、移築や改築などが生じている。たとえば、
大徳寺では、寛政五年（1793年)の火災で孤篷庵が全焼しており、同年遠州に私淑する松江藩主の松平治郷（不昧）が古図に基づき再建している
。
密庵席についても、寛永十八年(1641年)頃までは縁が西から南へ短折りに廻っていたが、後年書院と接合され南側の縁はなくなり、書院から直接入れるよう改築されている
。
しかし、「遠州好み」として知られる様式は歴然とあり、
遠州との関係を裏付ける史料が明らかではないとされている桂離宮の建築についても、
たとえ遠州が直接手を下していなくとも、その美学が守られていることは、はっきりしていると考えられている
。

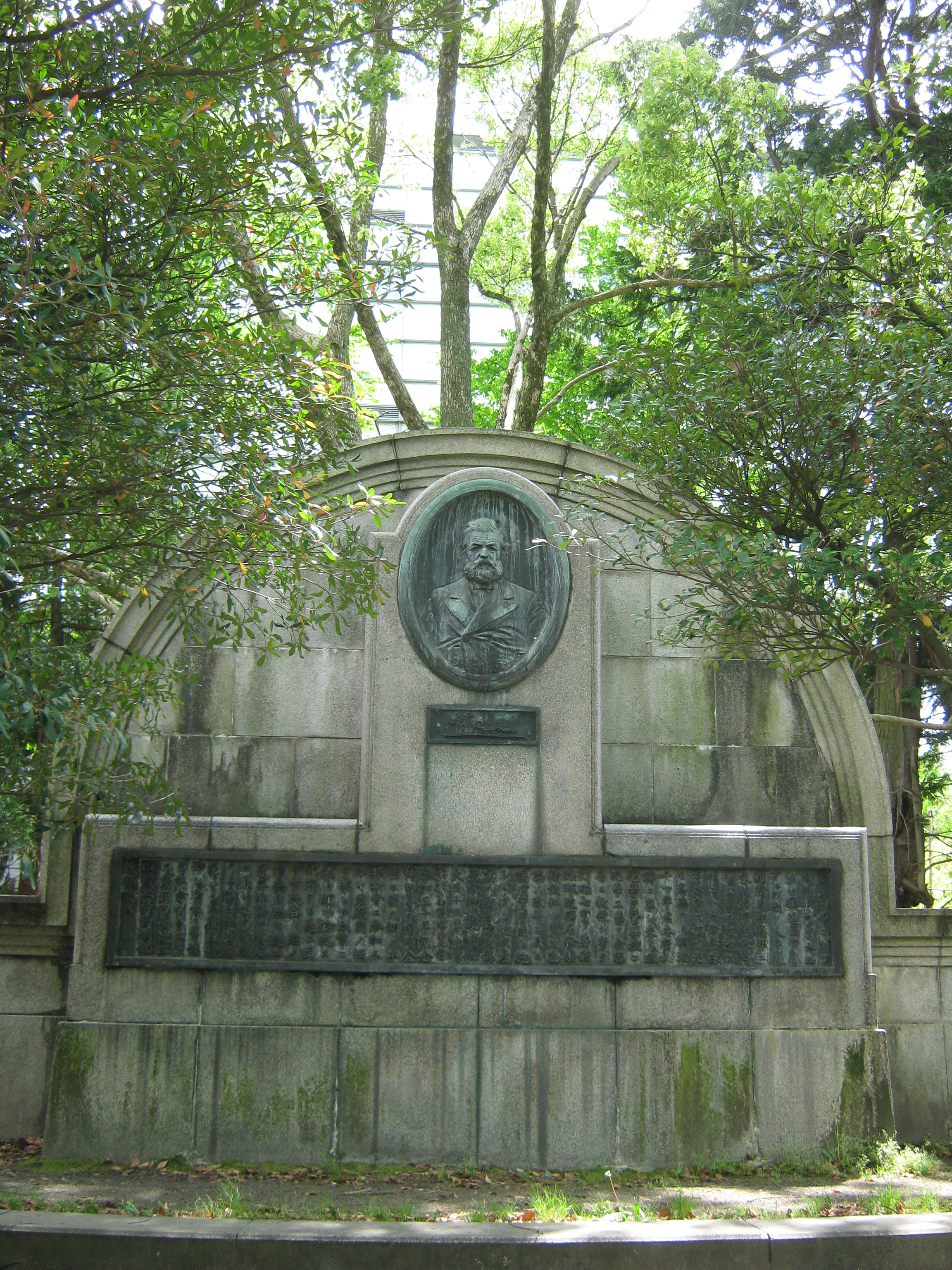
ワグネル博士顕彰碑、京都市左京区岡崎公園

明治に入ると、東京奠都や武士の時代の終焉により、武家屋敷などの装飾を手がけてきた古来の七宝家は大きな打撃を受ける。京都府の調査によれば、江戸時代から7代続いたといわれる高槻七宝は明治元年（1868年）の頃途絶えたと記録されている

。
一方で、国は外貨獲得の手段として工芸品の製造を奨励、七宝は輸出産業として尾張をはじめ日本各地の生産地で急速に発展する。京都においては、官庁による指導の元、新興の事業者のみならず伝統ある陶工や金工も独自の技法を考案し生産を手掛けた。
具体的には、1870年（明治3年）12月に開所した京都舎密局にて石鹸・氷砂糖・ガラス・漂泊粉を始めとするさまざまな工業製品の製造指導や薬物検定が行われた。
京都府がまとめた京都七宝産額累年比較表によれば、明治5年より、金工の品とは別途、この新たな輸出産業の産額が計上されており、明治7年からは陶器七宝の製造も記録されている。
舎密局自体は京都府の管轄であったが、1875年（明治8年）2月には文部省管轄の「京都司薬場」が併設され、オランダ人教師ヘールツ（ゲールツ）による理化学の講義が翌年8月の廃止まで行われた。
そして、後任の外国人教師として招いたドイツ人科学者ゴットフリード・ワグネルが透明釉薬を開発して、それまでとは一線を画す鮮やかな色彩が実現された
。
ワグネルは、内国勧業博の全般を指導しており、1877年の第一回報告書の中で、愛知の品と比べ京都府の品の質の悪さを指摘している。さらに、京都府以外の品についても、フランスの博覧会に出品すれば評判を落とすことになると厳しく評した
。
ワグネルが七宝に深く関わるようになったのは、ドイツ人起業家により築地居留地に設立された貿易会社アーレンス商会に招かれた1876年（明治9年）頃以降であり、アーレンス社の共同経営者であったドイツ領事ミヒャエル・マルティン・ベアの委託を受けて1877年から1年間、七宝の研究を行ったといわれている。そして、翌1878年2月3日から3年間、京都府（槙村正直府知事）に雇われ、京都舎密局で七宝を含む工芸の化学的な技術の指導や講義を行った。現在も左京区岡崎公園で見ることができる顕彰碑は、このときのワグネルの功績を称えたものである。こうして得られた、新たな透明釉薬の技術を用いた並河靖之の活躍により、国際的にも評価される傑作が生み出される
。

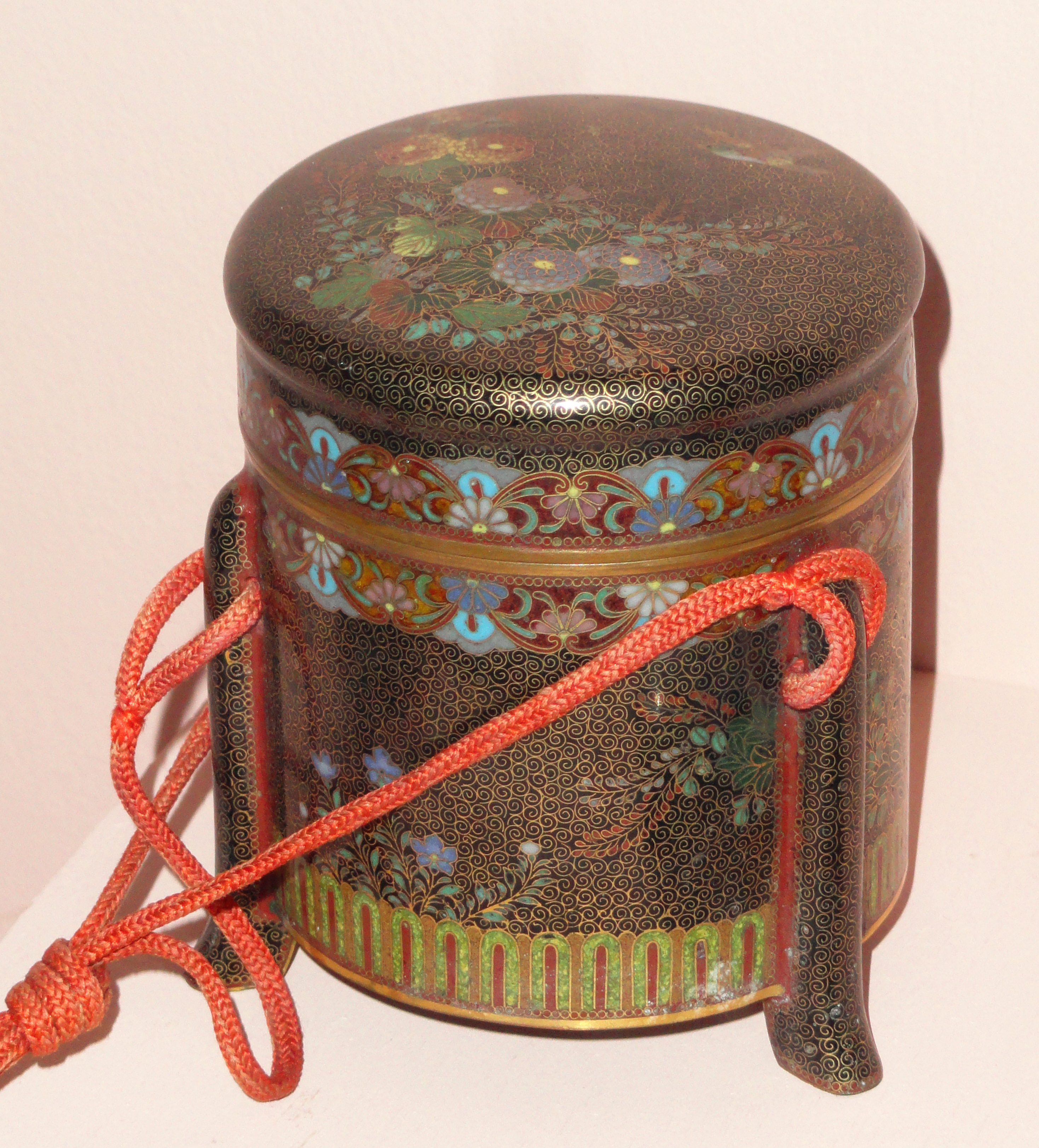
初期の並河靖之の作

開業した頃の並河は、七宝を焼くにも窯もなく、築窯から創意工夫を重ねた。最初はエナ壺で焼き、次には土器で焼き、三度目にはほうろくを上下ふたつ合わせてその中で焼いた
。
その後も紆余曲折を経て、有線七宝による金属の線を意匠の一環とすることで七宝独自の趣を引き出した。そして、独自に開発した黒色透明釉薬（通称「ナミカワの黒」）で背景を漆黒に染めることにより、草木や蝶などの画の鮮やかな色彩を際立たせた。あるいは、釉薬に茶金石を混ぜることで独特の趣を実現した。
並河が、透明の釉薬や茶金石を用いる手法を発明したとされるのは、1876年（明治9年）のことであり
、
これはワグネルがアーレンス商会に招かれた時期と一致する
。
並河の作の図案の多くは、中原哲泉によるもので、鳳凰や龍、蝶などの画には、哲泉と馴染みのある京都の公家文化が反映されている
。
哲泉は、京都舎密局で1年間七宝技術を学び、自らも並河家と白川を挟んだ西側に工房を構え京七宝を手がけた

（詳しくは並河靖之を参照）。
輸出が始まった明治5年以降、年々産額は増大しており、同12年には前年比三倍の伸びに達した。しかし、明治15年からは、好況に乗じて利益を得ようとした粗悪品の流通により、京都のみならず全国的に急激に産額が減退しており倒産する業者もあった。
並河も、多くの職人を解雇して、哲泉をはじめ厳選した職人らと再出発した
。
翌明治16年からは精選された製造業者のみとなり産額はしだいに回復し、同28年には当時の金額で四萬円を超えた
。
また、靖之が工房を構えた三条大橋から三条白川橋一帯には、老舗の錦雲軒をはじめ、並河の成功をモデルとした20軒を越える七宝業者が軒を連ねた
。
この頃の時代背景には、東京奠都以降、首都機能を失い衰退傾向にあった京都再興の意気込みが込められていた。京都では1871年（明治4）年に日本最初の博覧会となる京都博覧会を西本願寺で開催している。 そして、強い誘致運動の結果、1895年（明治28年）の平安遷都千百年紀念祭にあわせて、東京上野以外では初となる第四回内国勧業博覧会の開催地となっている。この年（1895年）は、4月17日まで日清戦争の最中であったが、4月1日から7月31日までの開催にあわせて、工業館，農林館，器械館，水産館，美術館，動物館や各府県の売店，飲食店などの建設とともに、京都電気鉄道会社が開業し、日本最初の市街電車が走った
。
会場では蝶や1891年（明治24年）10月2日に制定された京都市き章（現在の略章）を模った象嵌七宝のバッジが配られ、パンフレットには並河靖之、安田源七のような京都の七宝師ないし陶工だけでなく、東京、横浜、尾張などの業者の広告も掲載されていた
。
京都の産業振興のための理化学研究を支えた舎密局は、明治14年(1881年)に京都府により廃止され民間に払い下げられたが、大正5年(1916年)に発足した京都市染織試験場からの流れが、今日の京都の産業支援機関である京都市産業技術研究所に至っている。
明治から大正時代にかけて、数多く生産された七宝器は、そのほとんどが外貨獲得の手段として海外に輸出されており、日本に残っている品は僅かである。清水三年坂美術館が海外から並河の作品を含めた明治期の工芸品を買い戻しており、並河靖之七宝記念館と並んで日本国内でまとまった量の作品を見られる数少ない場所になっている。

## 様式

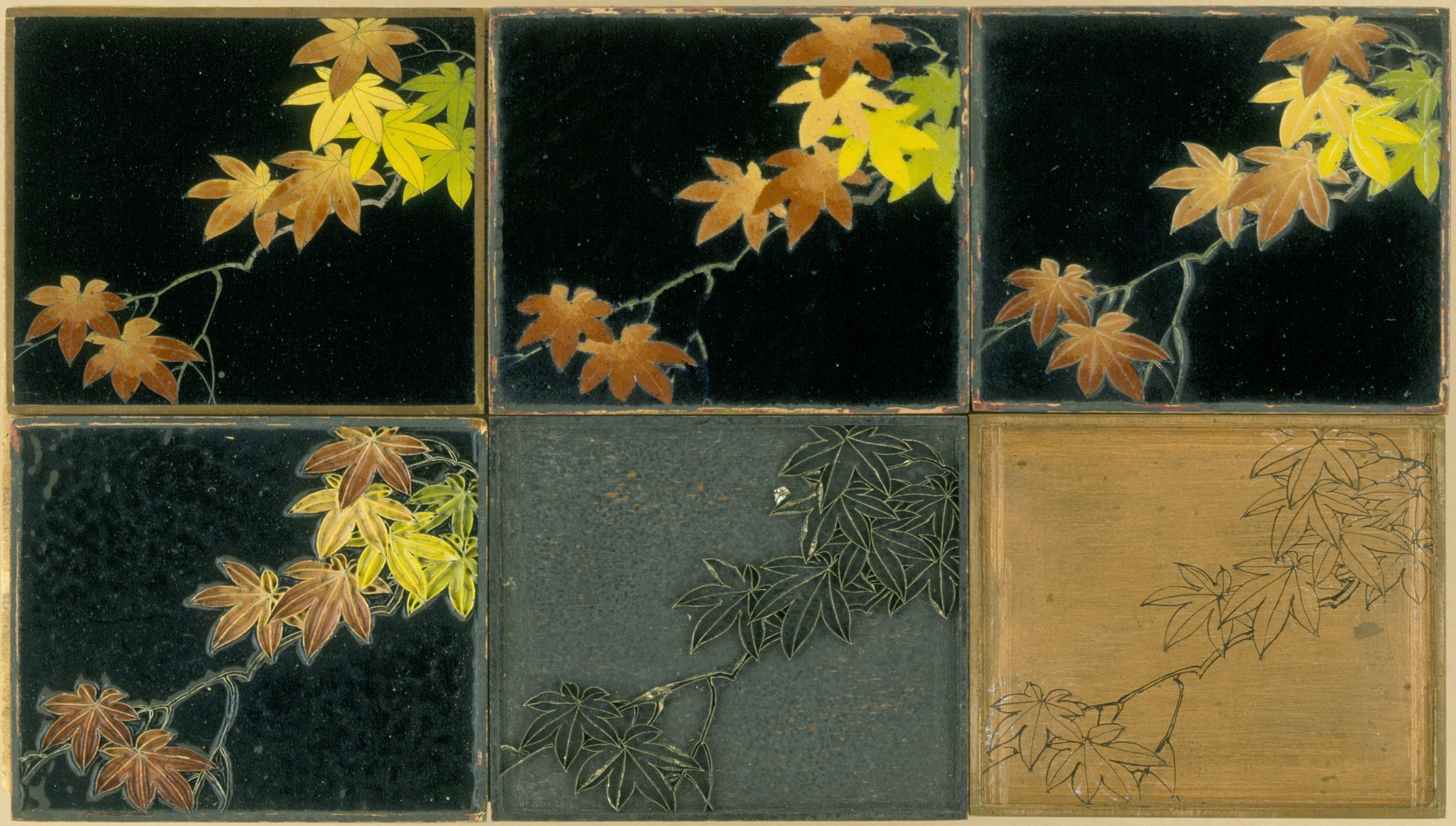
京七宝の製作過程

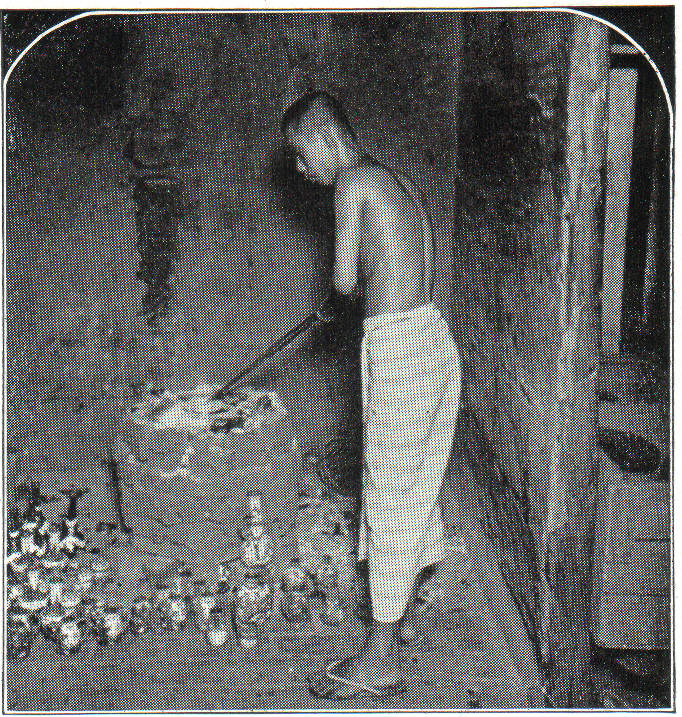
高谷謙三郎の工房

京都で生産された七宝は伝統性を特徴とし、花鳥や風景など伝統的な図柄を落ち着いた色彩で用い、鎚金などの技術の精巧さに優れていると評されている（フランシス・ブリンクリー, 1841-1912）。対照的に、伝統的な図柄の枠内に留まり進歩が遅いとの批判もある（納富介次郎, 1844-1918）。
江戸初期の京七宝は、離宮や寺院などの建造物の中で引手や釘隠といった装飾に用いられた。小堀遠州が手がけたとされる建築でも、よく七宝が使われており、茶道の美学に基づく空間設計の一環をなした。この頃の、代表的な七宝遺例に桂離宮の桂棚引手がある。桂棚は技巧を極めた複雑な構成の棚であるが、その評価は桂離宮自体の見方によって左右されてきた。かつては、釘隠や引手の意匠は一つ一つ凝ったもので、桂棚こそが桂離宮を代表する意匠だと考えられた。ところが、ブルーノ・タウト以降に広まった簡素な桂離宮という見方においては、桂棚は装飾過多であり、簡素な桂離宮の美しさとは調和しないと評される。その後、昭和の大修理の頃になると、桂離宮の複雑な構造が明らかとなり、再び桂離宮を彩る華やかな技巧が肯定的に認識されるようになった
。
中国の七宝器に見られるような不透明な釉薬が用いられる一方で、平田七宝のように西洋の七宝器に見られるような透明感のある鮮やかな色彩も見ることができる。また、建造物だけでなく、刀の鐔や鞘、印籠、水注、香炉、猪口など、様々な身の回りの品が七宝で装飾された
。
江戸時代の七宝には、大きく分けると中世以前からの日本的意匠や図様に七宝で補彩的な彩色を施したものと、器形や文様構成そのものを中国的なものの模倣とする二系統が見られるが、日本的な感性のもと中国由来の意匠を巧みに取り込んだ両者の折衷作品と言えるものも存在する。
明治初期の京七宝には、全面に有線が施されたものが見られる。特に渦巻状の文様や、唐草模様、菱形文様、アラベスク文様、円模様などがよく用いられており、初期の並河や芝田宗三郎の作にも見られる。これは、釉薬が剥がれ落ちるのを防ぐために、全面に有線を施した中国製七宝の影響を強く受けたものと考えられている
。
とくに、渦巻状の有線を敷き詰めた黒色の背景の上に、蝶、花鳥、草花、鳳凰、扇、七宝紋、青海波、宝尽くしなどの図柄を描いたものは、高原駒治郎、佐野豊三郎、高谷謙三郎などの七宝師によって数多く作られた。
また、明治末期から大正時代には、錦雲軒稲葉が花瓶やシガレットケース、コーヒーポットなど様々な七宝器を製造しているが、これらにも部分的に渦巻状の文様が見られる
。
明治中期 - 末期には、並河靖之の技量が突出し、京七宝のみならず日本の七宝を代表するものとなる。靖之の作品は、オックスフォード大学オリバー・インピー博士とマルコム・フェアリー氏による論文の中で、大きく4期に分類されている。
後のものになるほど、図案はより絵画的になり、植線がより繊細に重要になっていく。なお、この作風の変遷の流れの全般は正しいが、靖之の七宝制作は芸術活動ではなく、あくまで「輸出産業」であったため、注文があれば時期によらず求められた作風のものを作っていたと考えられている。
並河に代表される有線七宝の品が作られた一方で、京都では明治以降も古来の鋳造器（泥七宝）が作られている。伝統的に茶道具や仏具の素地を製作してきた金工技術との関係も深い。明治20年代から各種博覧会に七宝製品の出品者として名前が登場する吉田安兵衛は、慶応元年（1865年）創業の京都の金工であり、その作品は鋳造器の文様の窪みに釉薬をほどこした象嵌七宝であった。また、第四回内国博覧会で京都の七宝師としては最高の有効三等賞を受賞した片岡榮助は、素地の製作が特に優れており、かつては鎚金を本職としていた。片岡は1891年の創業であったが、第五回内国博にも出品し褒状を受賞している。京都には片岡のような鎚工が多く存在しており、その活躍は、京七宝製品を特徴付ける複雑な素地や高度な植線技法をもたらした。

## 泥七宝

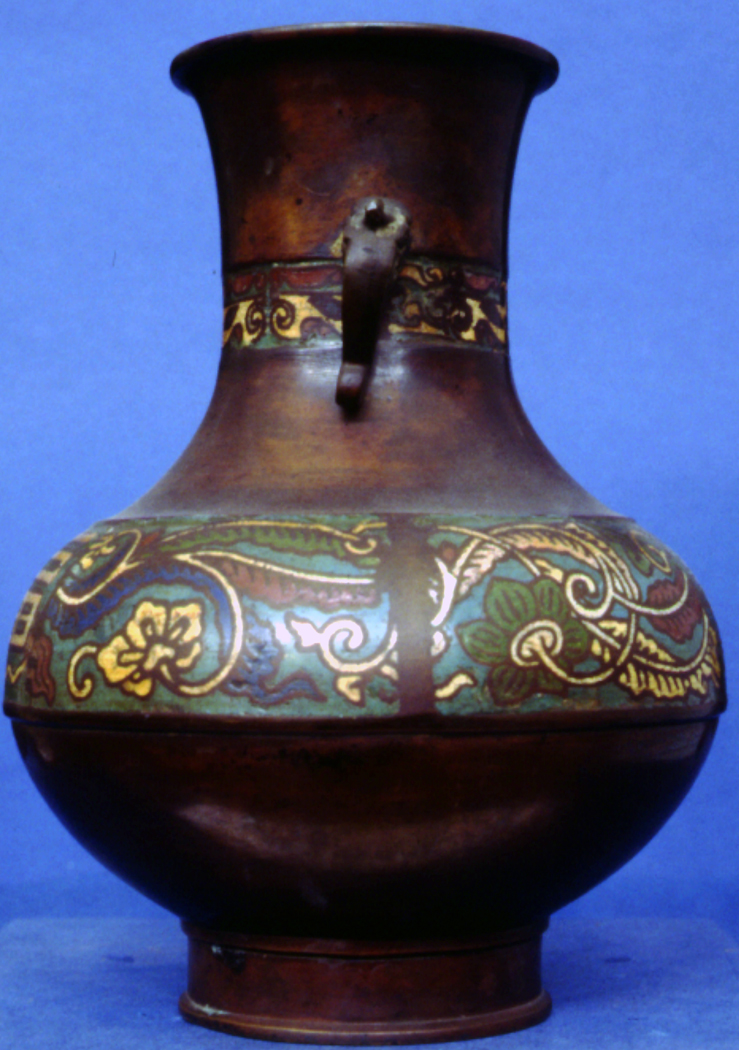
泥七宝（鋳造器に七宝を入れたもの）1868-1912頃

今日、専ら「泥七宝」という言葉はワグネル由来の透明釉薬が普及する以前からあった不透明な釉薬や、そのような釉薬を用いて作られた七宝器のことを意味しており、京都でもそのような意味で使われている。しかし、元来京都では「七宝を入れた鋳造器」のことを泥七宝と呼んでおり、これは慶応元年（1865年）創業の吉田安兵衛のような金工により制作されてきたものである。京都では並河に代表される磁器の趣を目指した品と、鋳造器のような陶器の趣を目指した品の両方が平行して製造された。そして、鋳造器の品は泥七宝と呼ばれ、これら2つの品は呼び分けられた。
泥七宝という言葉は一般にも広まり、たとえば高村光太郎（1883年 - 1956年）の大正3年(1914年)刊行の詩集「道程」の中に見ることができる。「道程」は前半と後半で掲載されている詩の発表時期に一年間の隔たりがある。また、その内容にも隔たりがあることで知られており、前半部では青春の激しい情動と日本風土への屈折した批判に特色があり、後半部では転生の祈念と自然理法への賛嘆に特色がある。
この前半と後半を分ける位置にある詩篇のタイトルが泥七宝であり、その冒頭の第一篇にて「ちらちらと心のすみに散りしくは泥七宝か、眼に見えぬ」と、儚く微かに瞬くものの描写に用いられている
。高村は自ら発起人となり結成したフュウザン会のような美術運動の中で、同じくフュウザン会に参加したメンバー、具体的には名古屋の七宝店に就職した経歴のある藤井達吉（1881年 - 1964年）のような工芸家らと交流があった。

## 隣接分野
京都では七宝の隣接分野である鋳金、鎚金、彫金、象嵌、陶器などが盛んであり、これら隣接領域と職人や技術の交換が行われることにより、京七宝の基盤が築かれた。
伝統的には、素地となる金属胎の加工において、鋳金のような金工の技の一環で七宝器が作られたが、明治期には非金属の陶器とも密接な関係を示しており、京都の七宝産業の中心となった地域、堀池町、今小路町、土井之内町、分木町、西海子町、大井手町など、白川橋から東大路通に挟まれた三条通の南北に広がる地域は、その東に広がる、清水焼と並ぶ京都の二大陶器である粟田焼の生産地と隣接した地域であった。

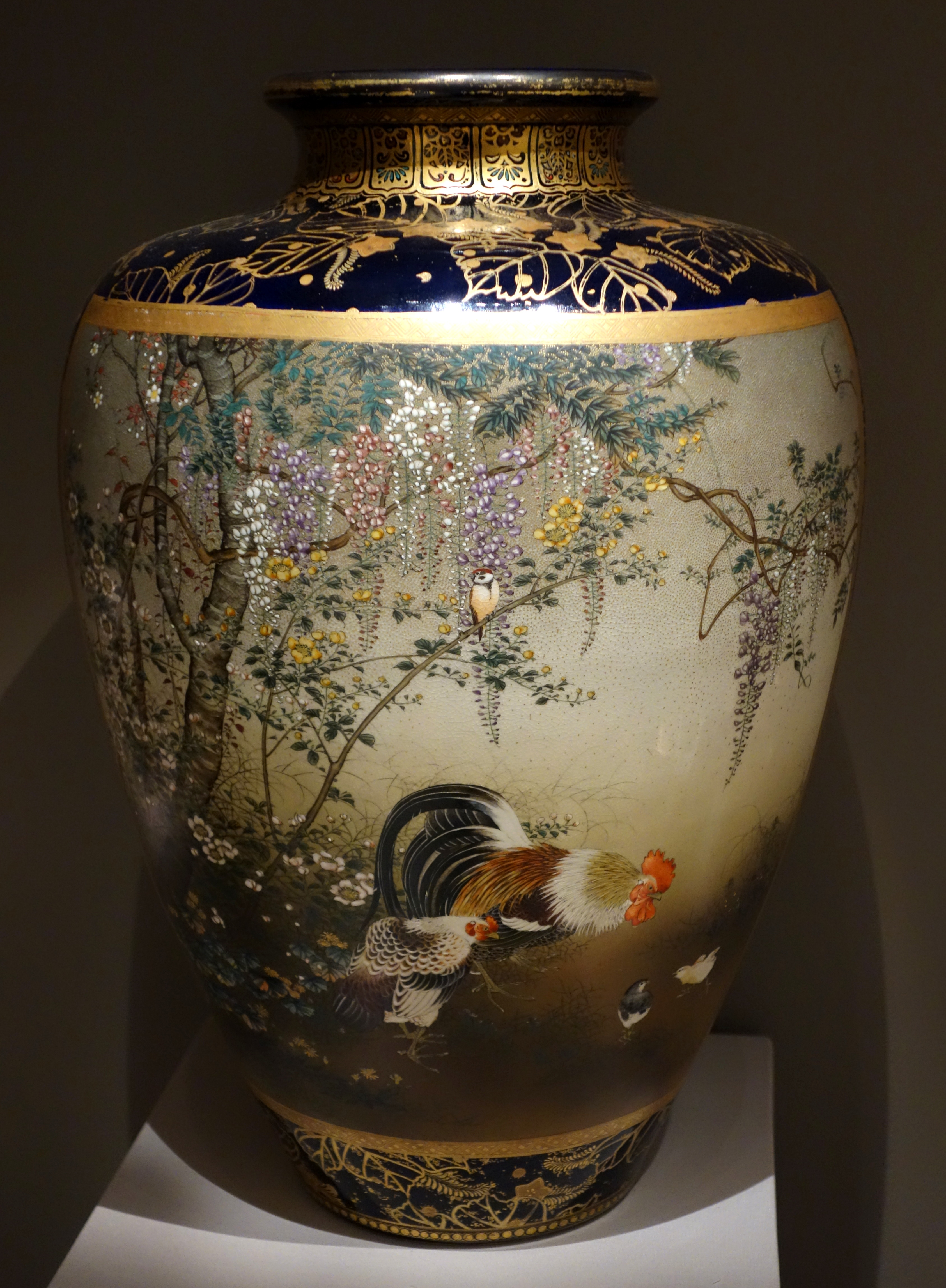
錦光山の粟田焼陶器 (1870-1920)

粟田の陶業者の多くが陶胎七宝と呼ばれる陶器を胎に用いた七宝に取り組んでおり、後に錦雲軒を並河らにゆずる錦雲軒尾崎久兵衛も陶業者の一人である。他にも、六代錦光山宗兵衛 (1822-1884)、十四代安田源七、北村長兵衛らが陶胎七宝を手がけている。さらに、粟田での隆盛に乗じて清水の陶工も生産に乗り出しており、尾張瀬戸で生まれ京都東山に移り慶応年間(1865年～1868年)に清水で磁器製造を始めた幹山伝七には、ワグネルが下絵用のコバルト顔料の使用法を伝授したといわれている
。
しかし、やがてワグネルの改良釉薬による銅胎七宝の生産が増加するに従い、陶胎七宝は生産されなくなった

。

## 京都の七宝遺例所在地
- 桂離宮
- 修学院離宮
- 曼殊院門跡
- 西本願寺
- 大徳寺
- 建仁寺
- 十輪寺
- 廬山寺
- 宝泉院
- 角屋

## 関連重要文化財
- 花雲形文鍔（伝平田道仁作 桃山時代）
- 孤篷庵 忘筌席（四ツ唐釻形釘隠 江戸時代）
- 角屋（緞子の間、青貝の間等 江戸時代）

## 関連国宝
- 竜光院 密庵席（唐花唐草形釘隠他 江戸時代）
- 西本願寺 黒書院及び伝廊（桔梗形釘隠他 江戸時代）

## 関連施設
- 京都市東山 - 並河靖之七宝記念館
- 京都市東山 - 清水三年坂美術館
- 京都市左京区 - 京都細見美術館
- 京都市下京区 - 角屋もてなしの文化美術館
- 京都市左京区 - ワグネル博士顕彰碑（岡崎公園内）
- 京都市中京区 - 舎密局跡（銅駝美術工芸高等学校内）

## 作例

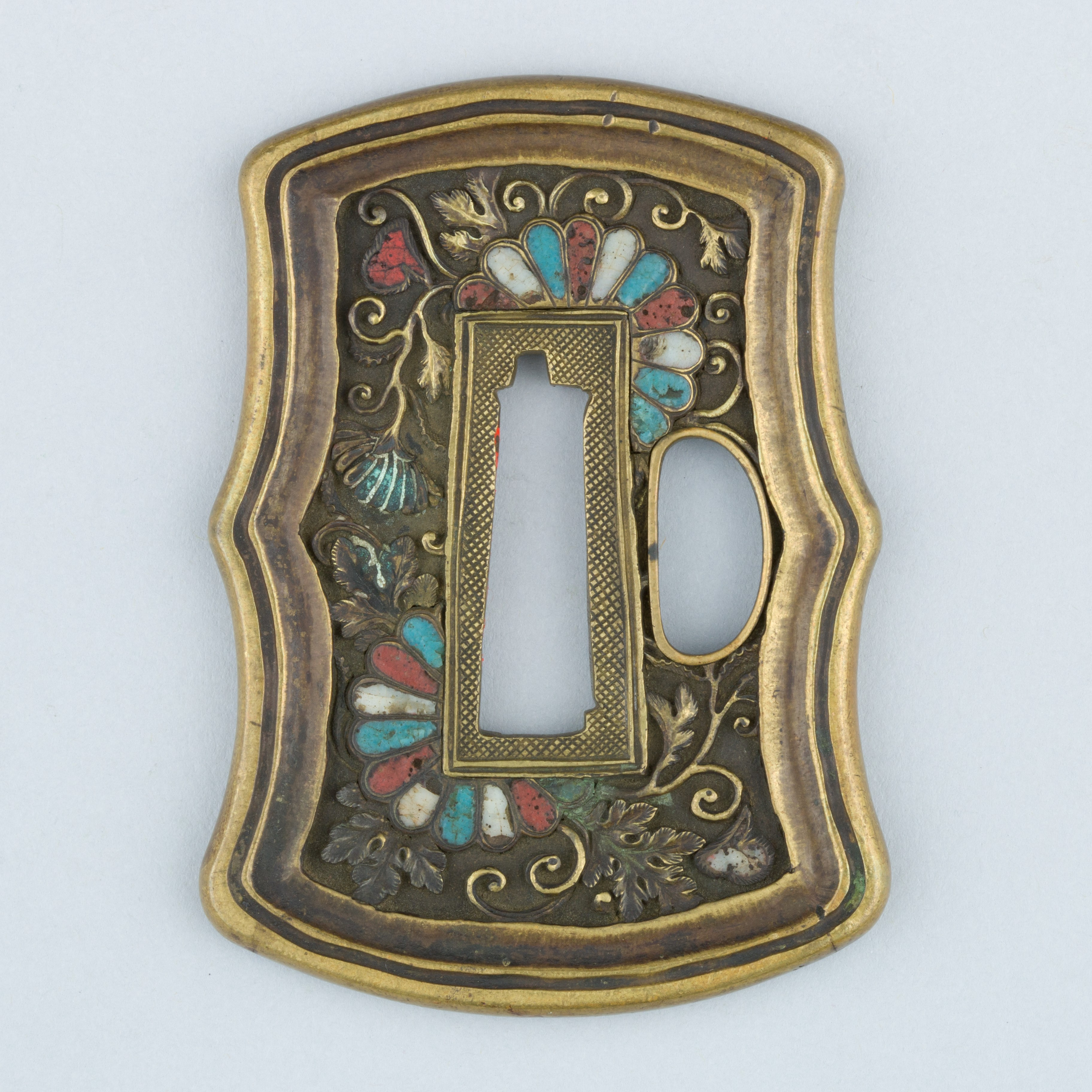
七宝鍔(1615〜1868年頃, 銅合金)
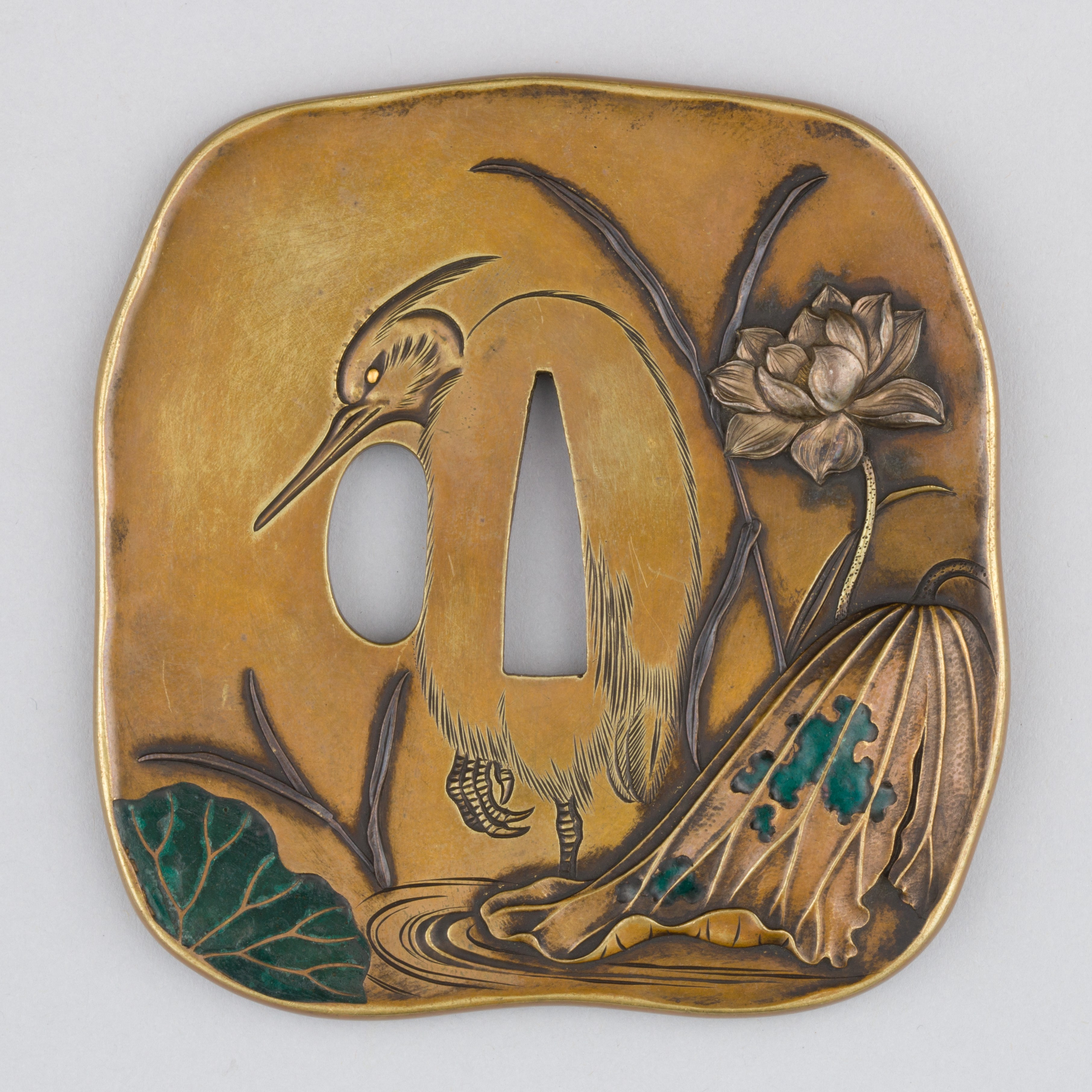
七宝鍔(1615〜1868年頃, 銀・銅合金, 8.9 x 8.6 x 0.8cm, メトロポリタン美術館)
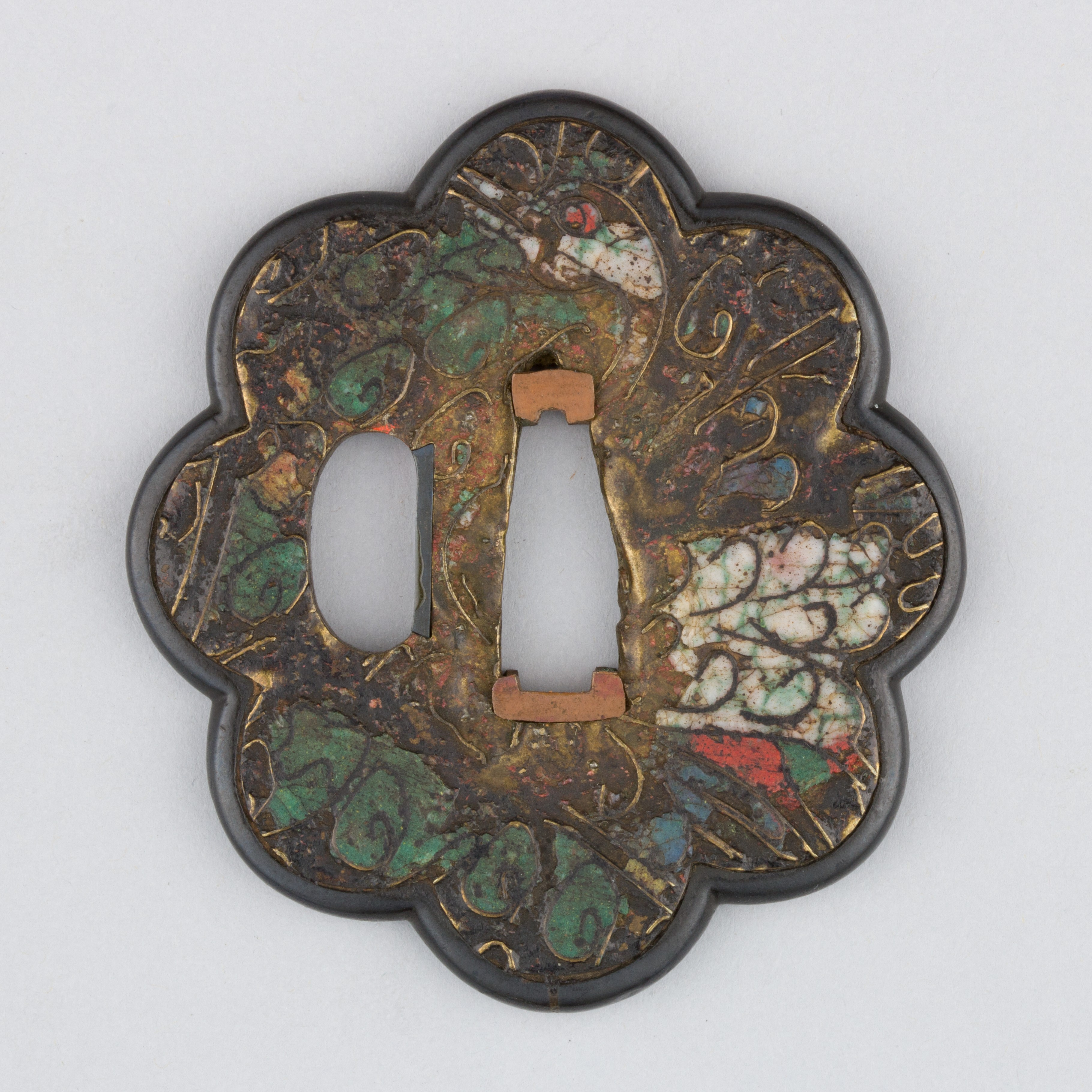
七宝鍔(17〜18世紀, 銅合金, 7.0 x 6.4 x 0.5cm, 87.9g)
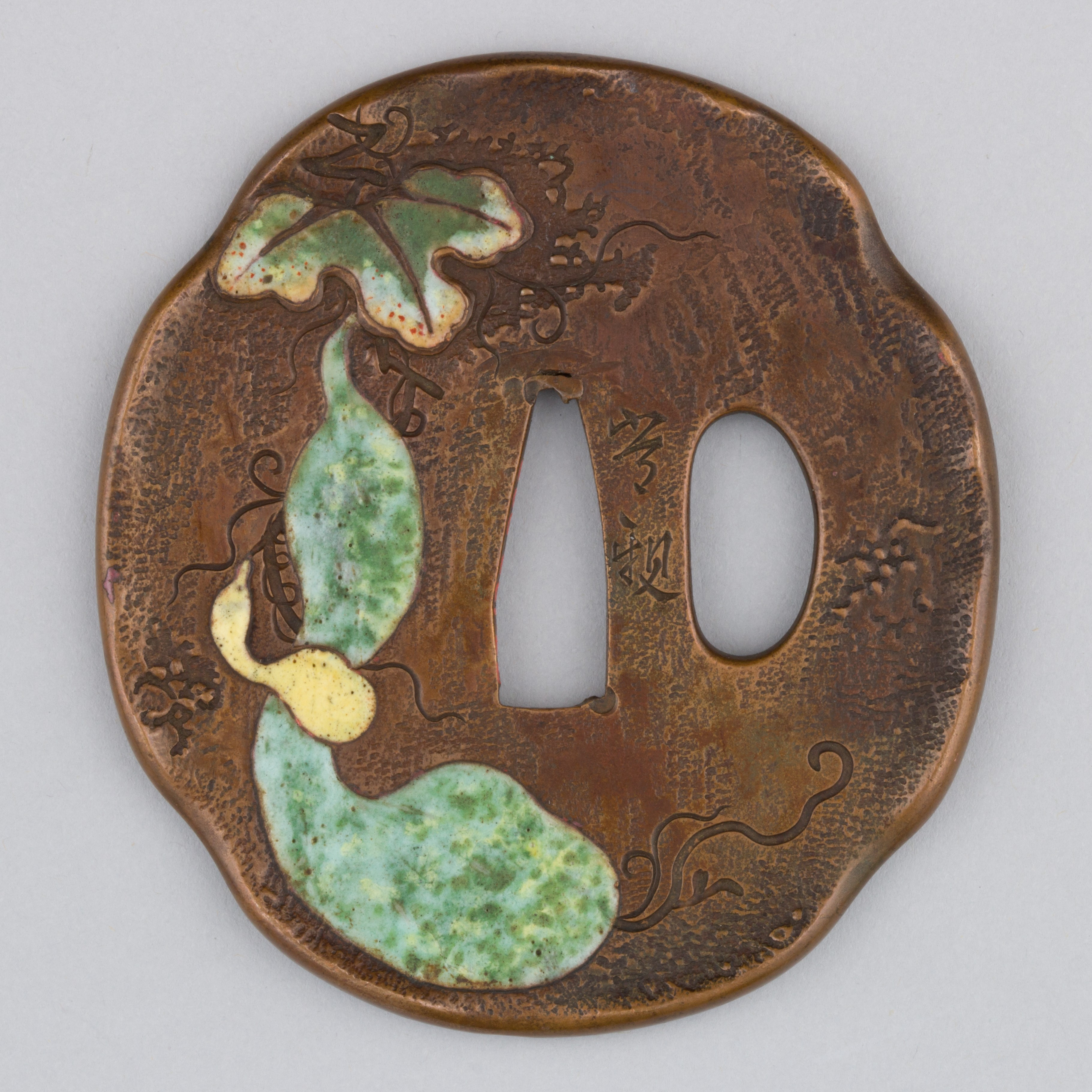
七宝鍔(1615〜1868年頃, 銅, 7.6 x 7.3 x 0.5cm, 104.9g)
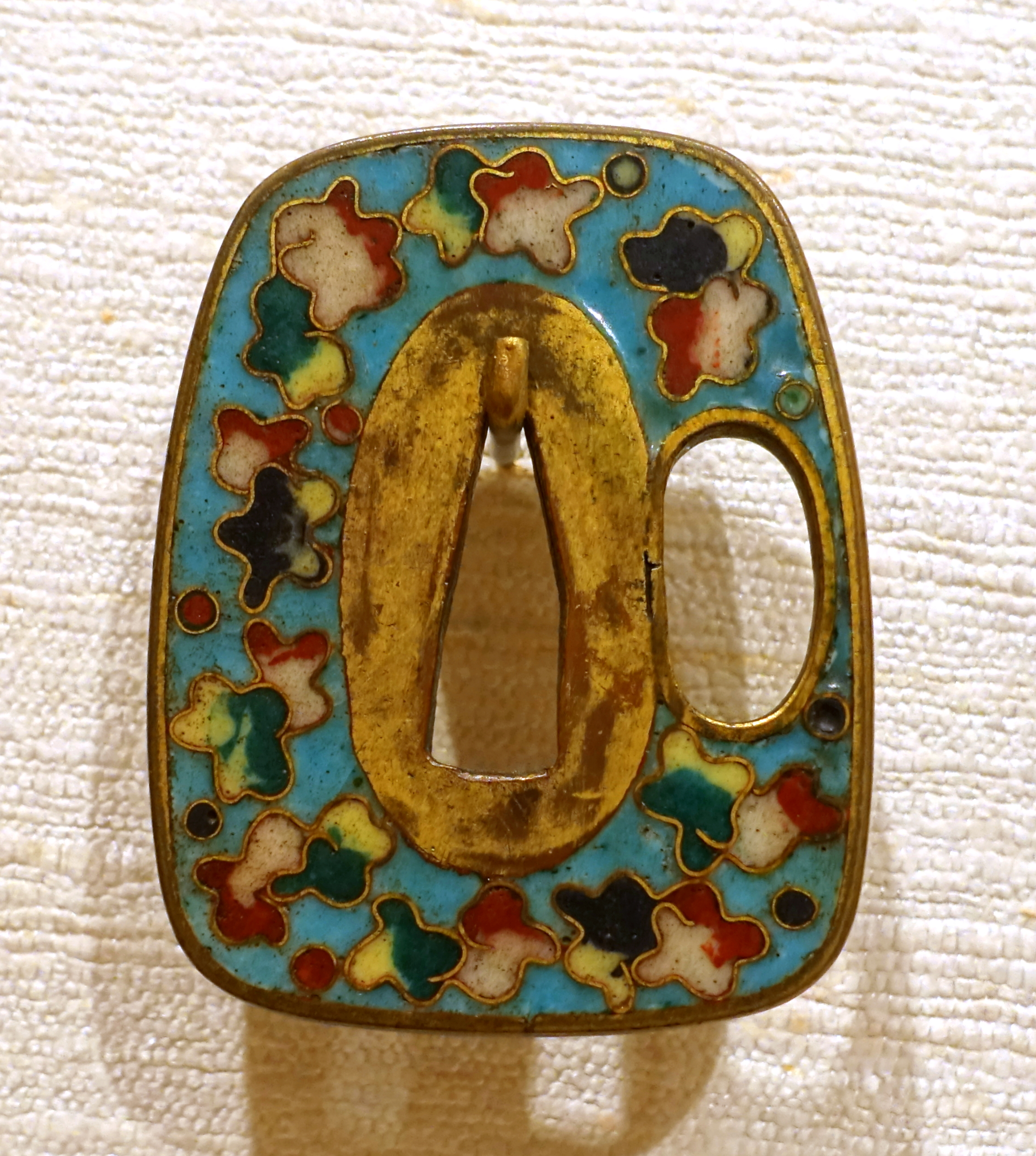
七宝鍔
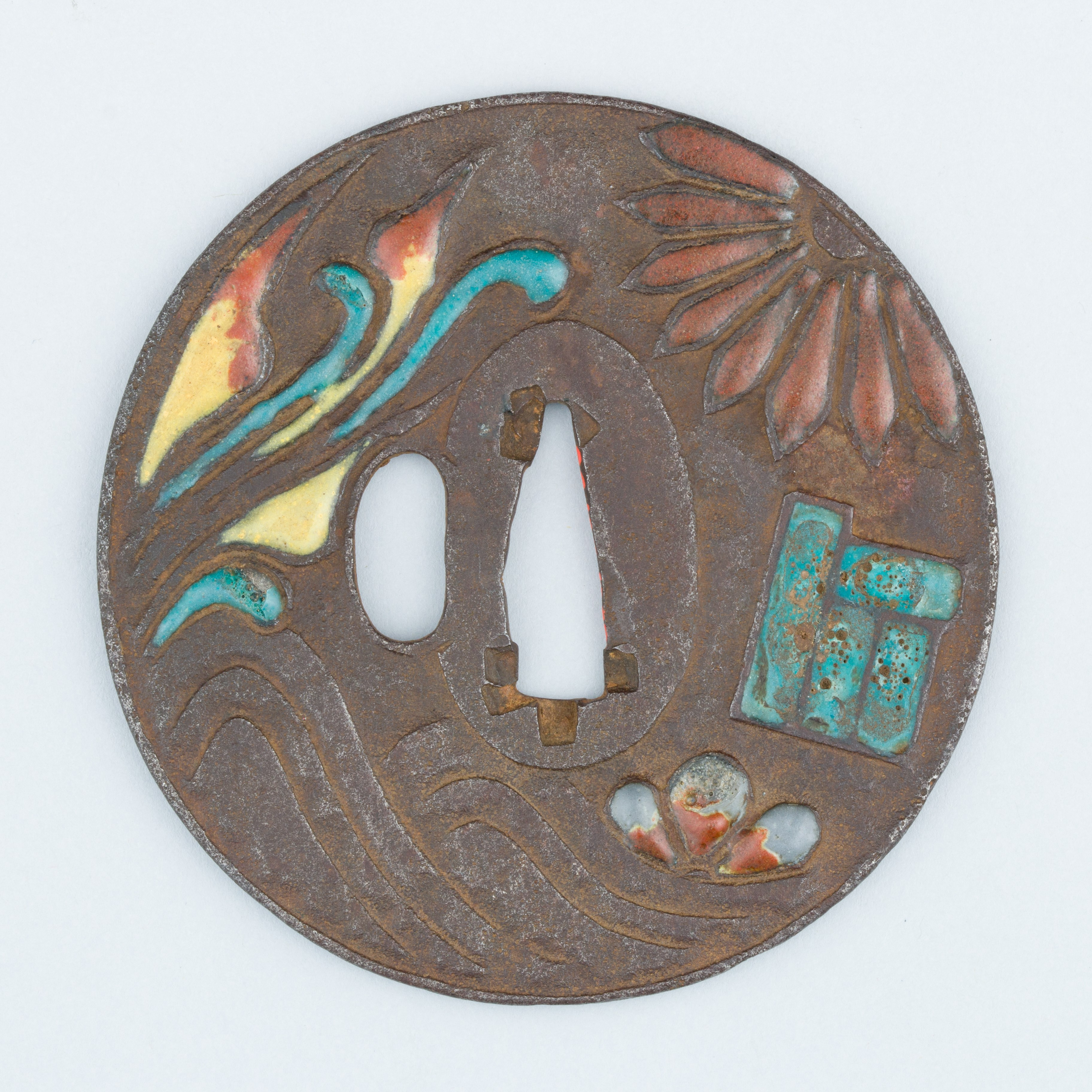
七宝鍔(1615〜1868年頃, 鉄・銅, 7.9 x 0.5cm, 87.9g, メトロポリタン美術館)
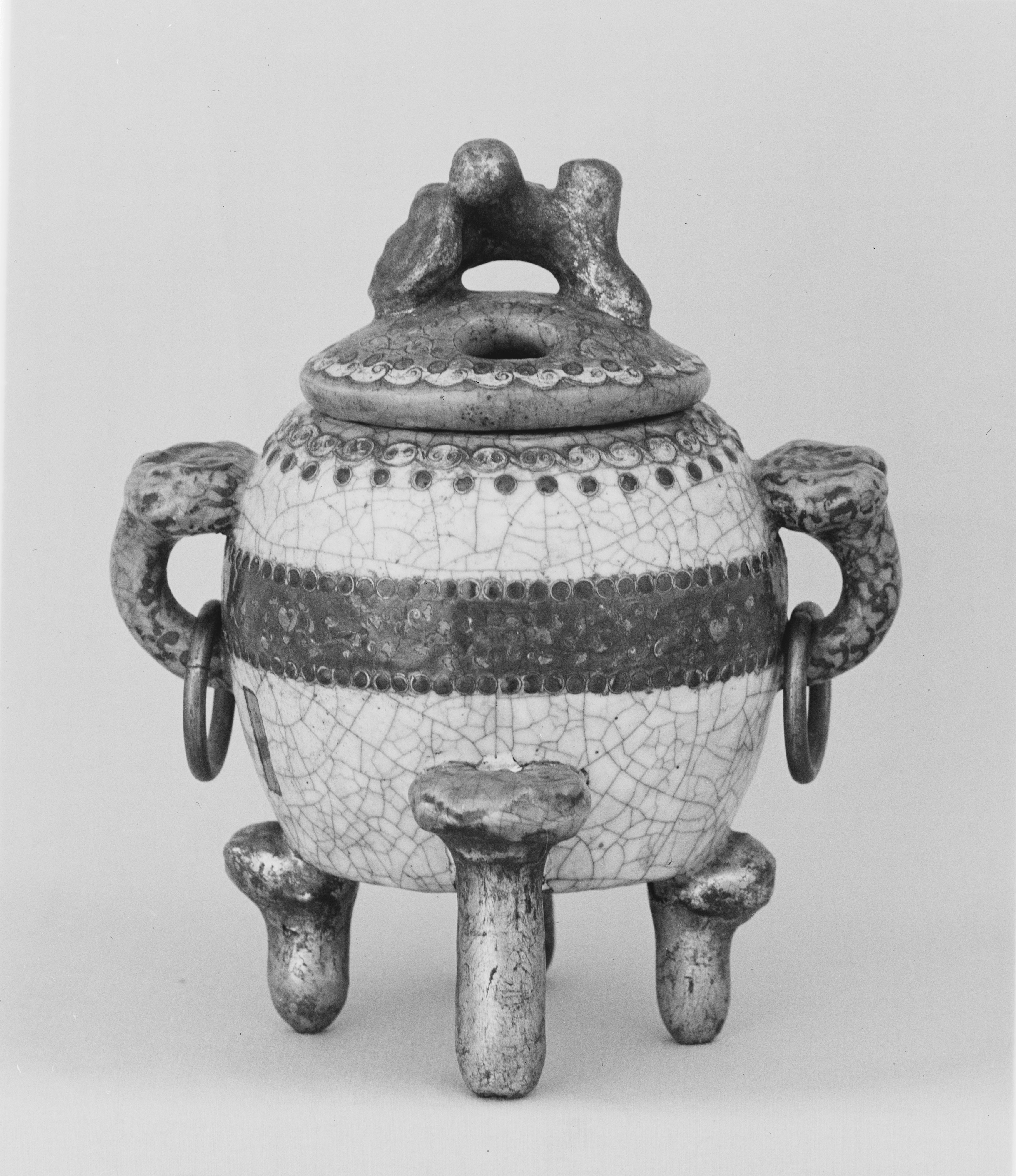
香炉 (18世紀)
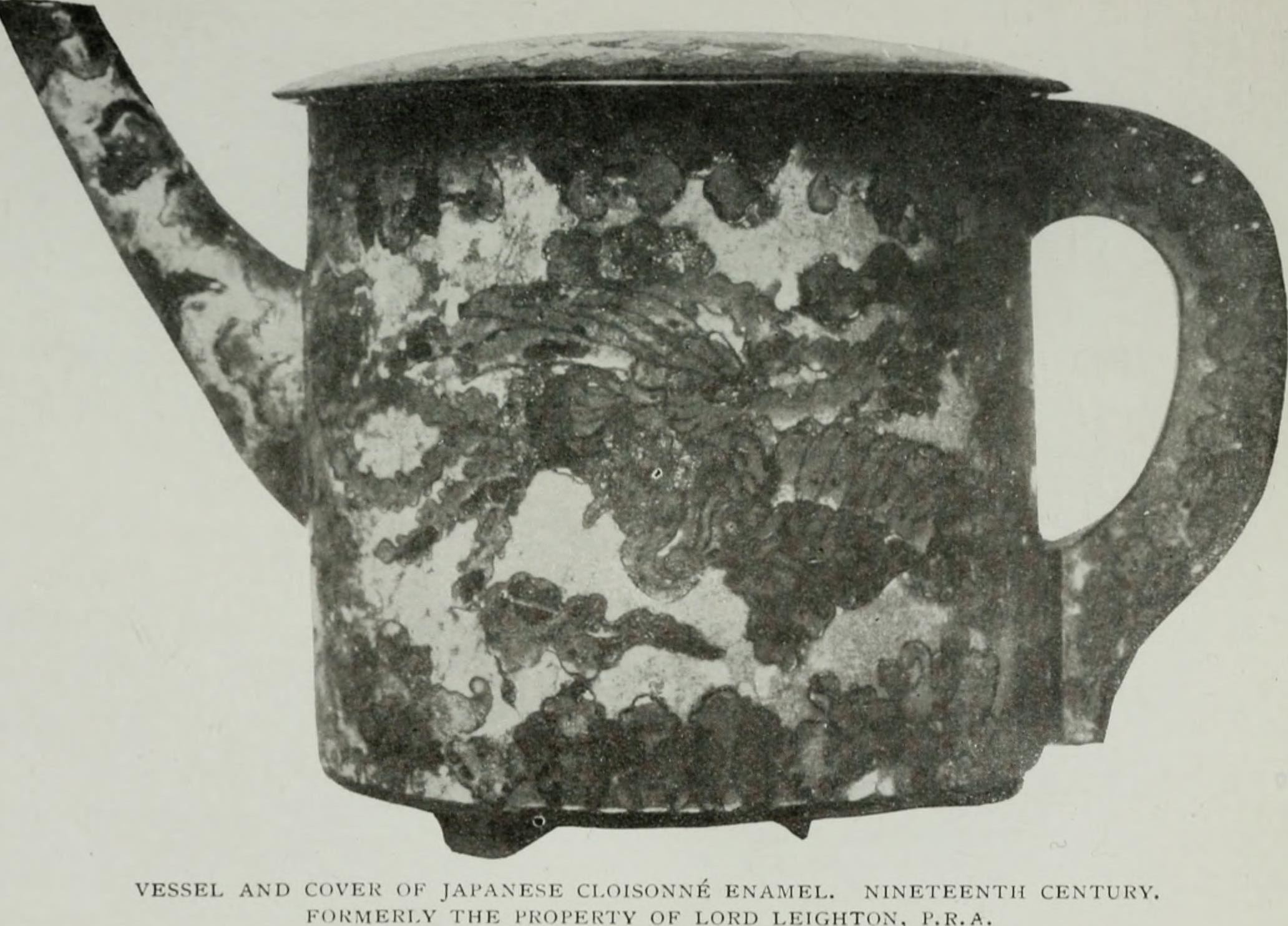
龍鳳凰文水注(19世紀)
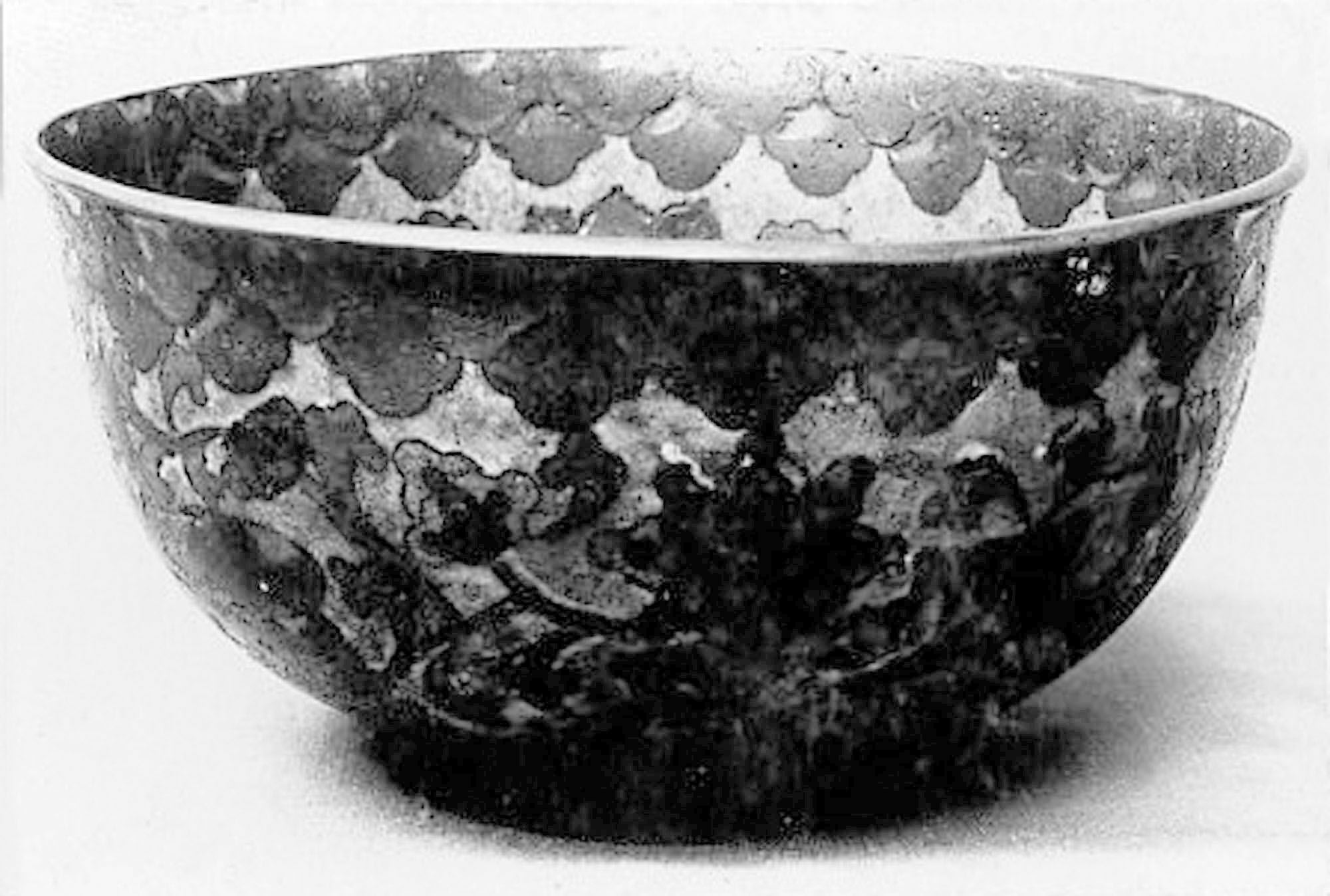
七宝鉢(19世紀, 9.5 x 18.7cm, メトロポリタン美術館)
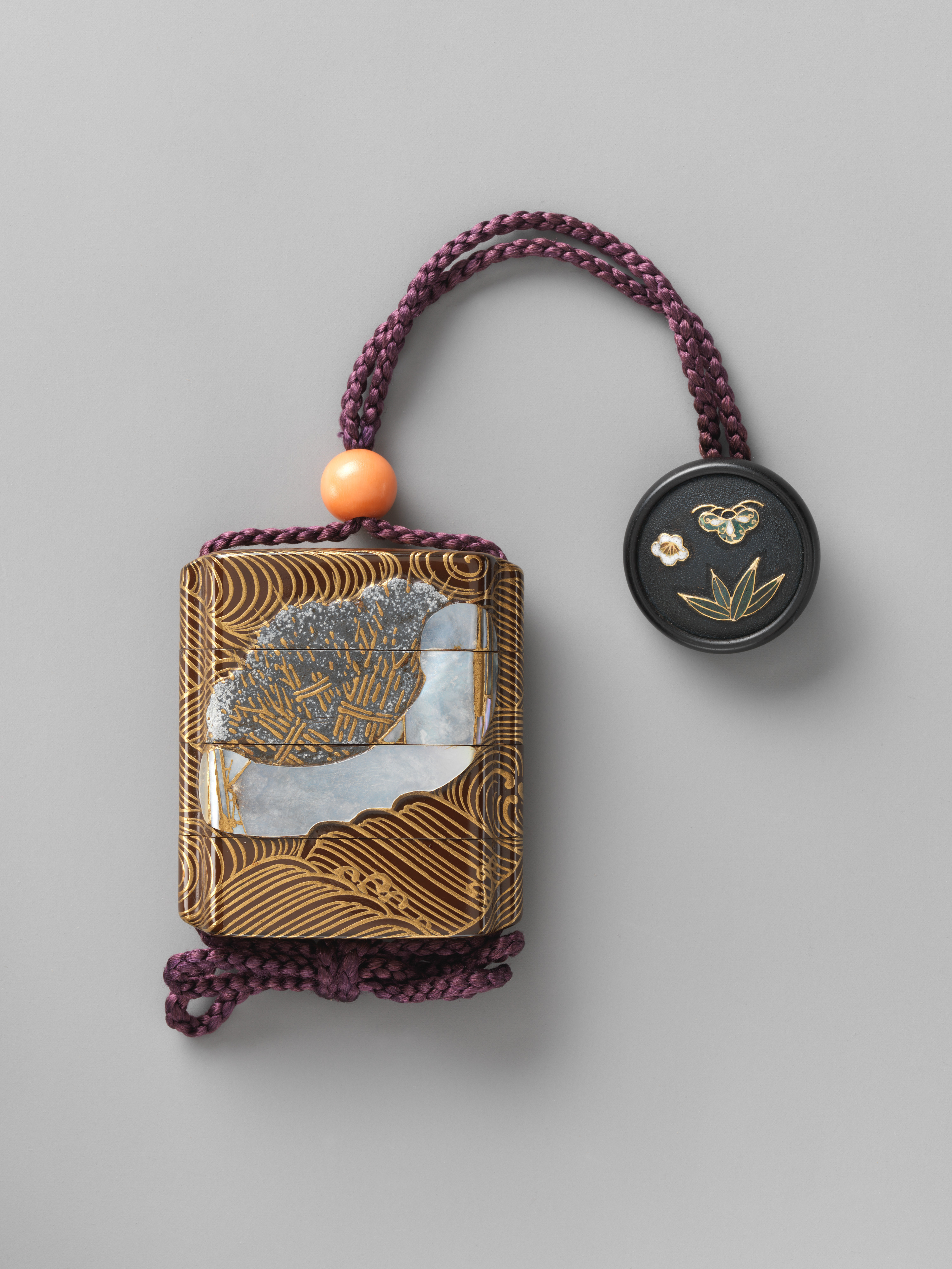
七宝と広葉樹の根付, 黒漆にマザーオブパールの象眼細工を施した金蒔絵 (19世紀, 本阿弥 光悦)
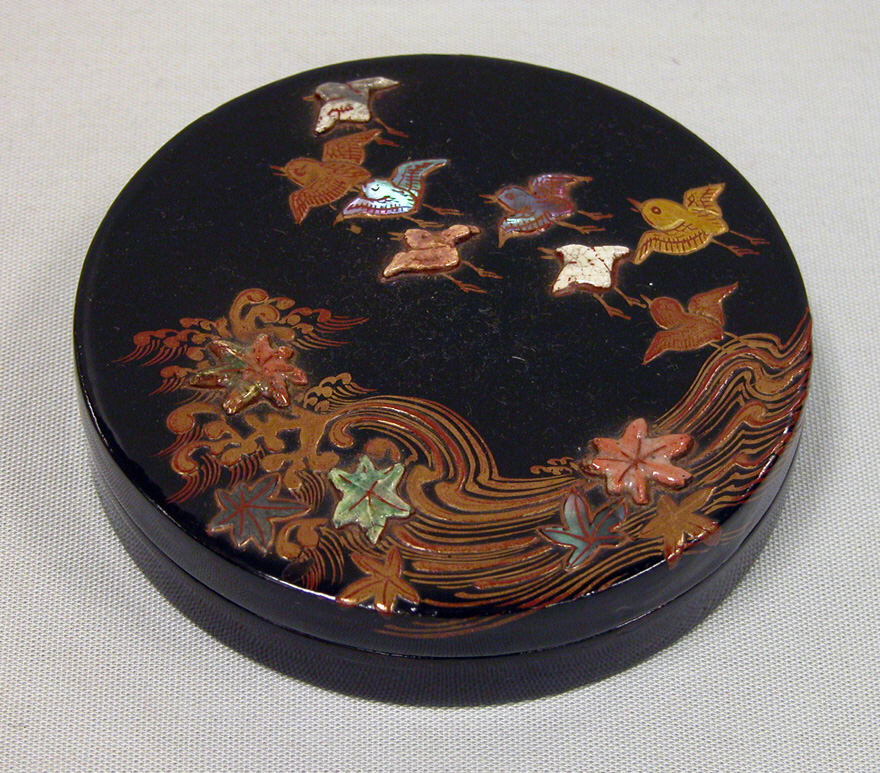
七宝、陶器、貝殻の象嵌による蒔絵
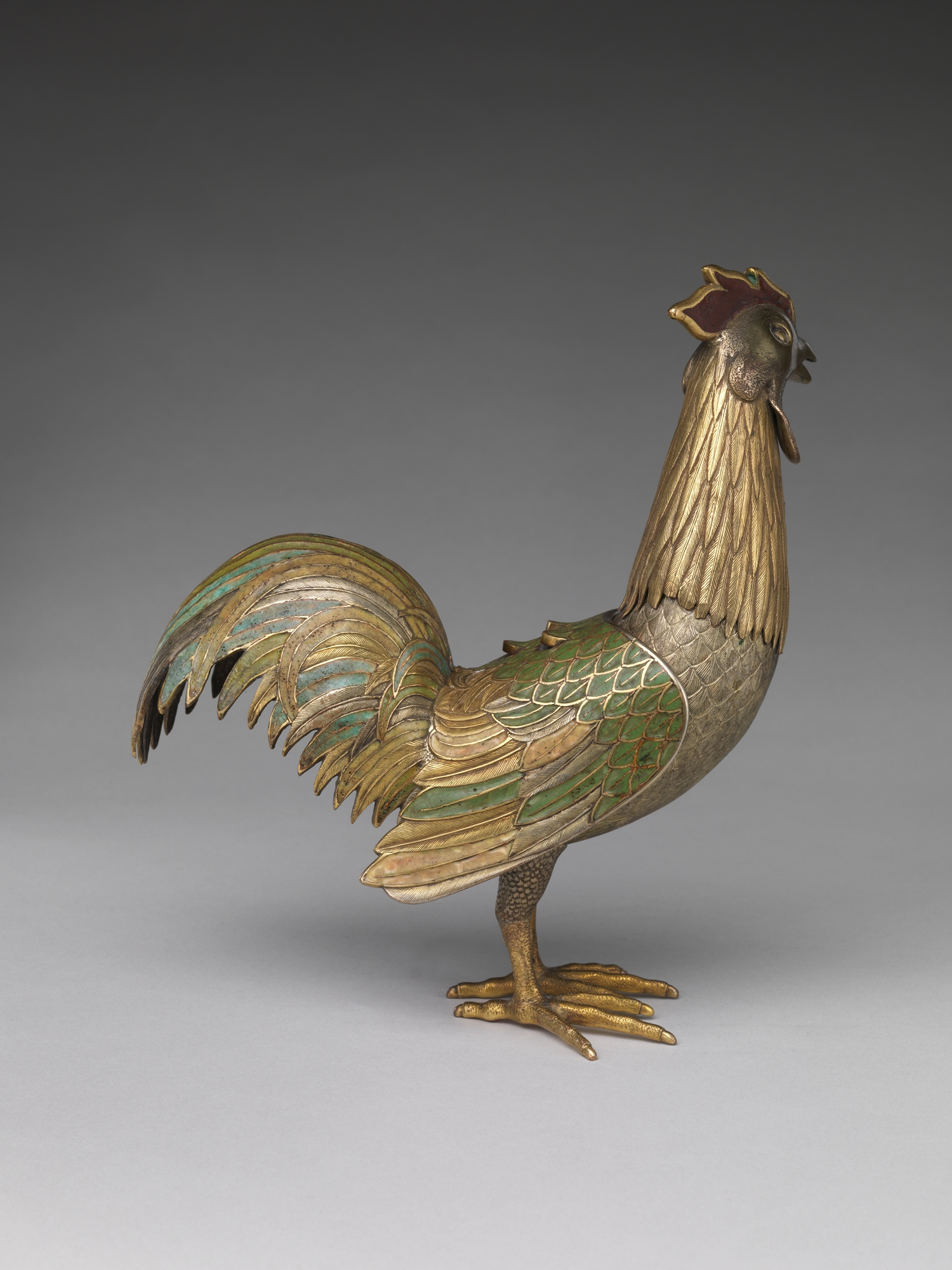
鶏形香炉 (1700-1800年(清中期), 銅合金, メトロポリタン美術館)
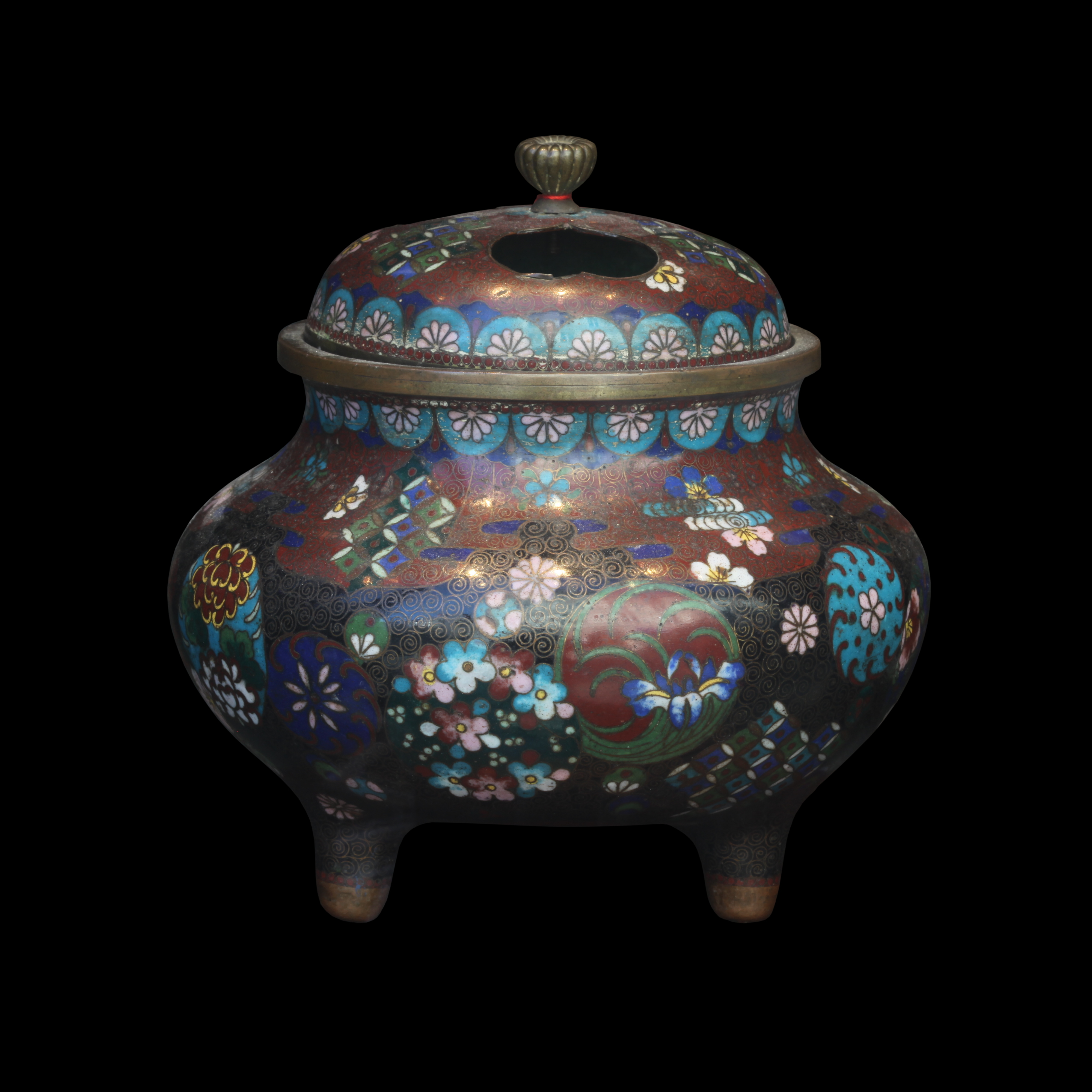
有線七宝の技法を用いた壺
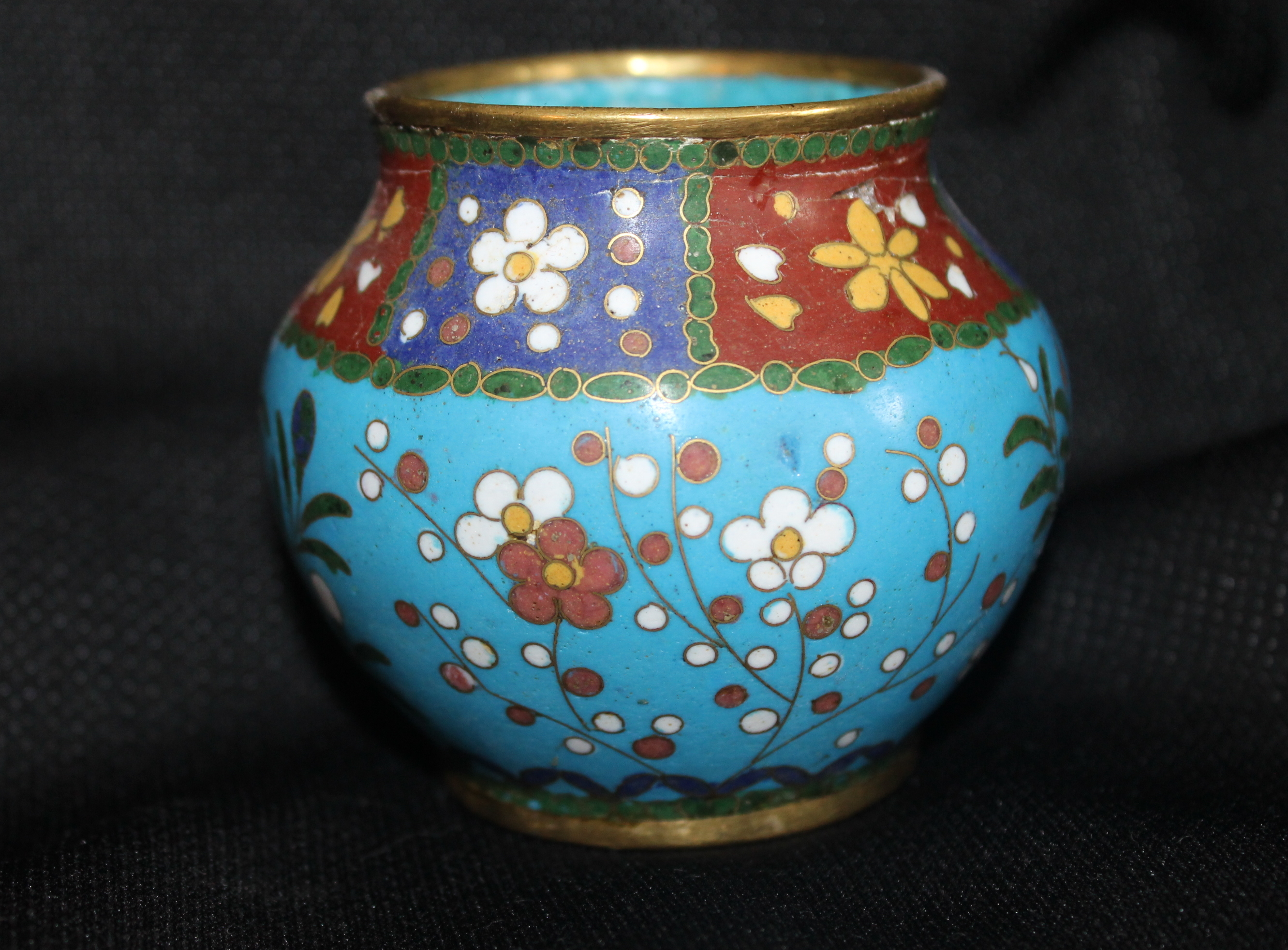
有線七宝の技法を用いた壺 (1875-1880年)
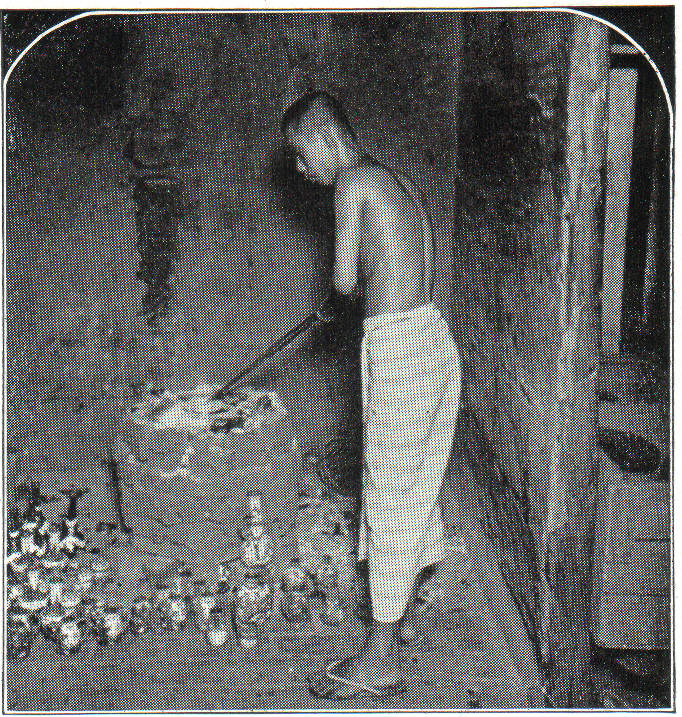
高谷謙三郎の工房(1914年, The New Student's Reference Workより抜粋)
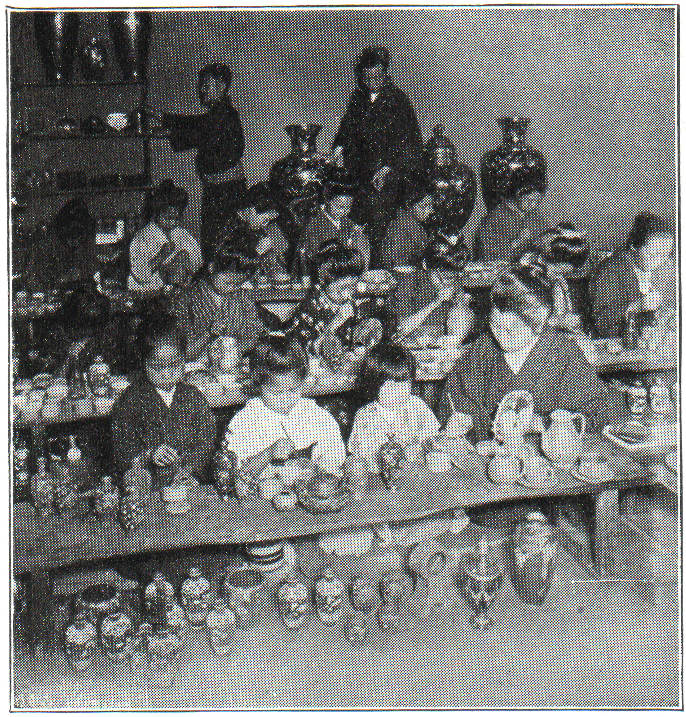
絵付け(1914年, The New Student's Reference Workより抜粋)
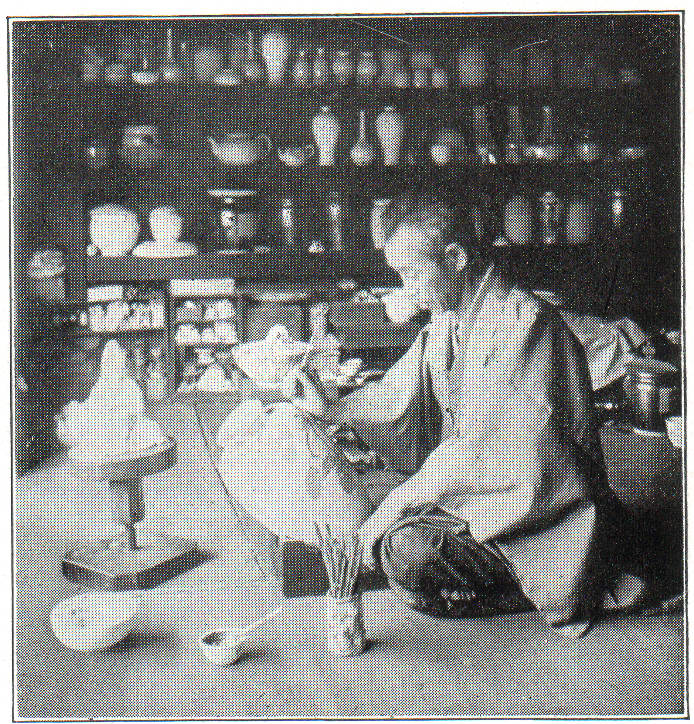
Hotozan(1914年, The New Student's Reference Workより抜粋)
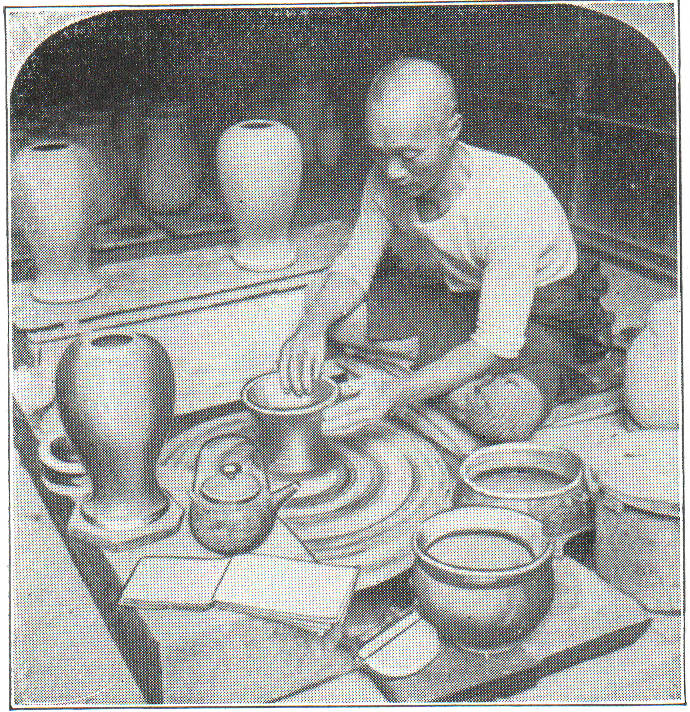
陶工(1914年, The New Student's Reference Workより抜粋)
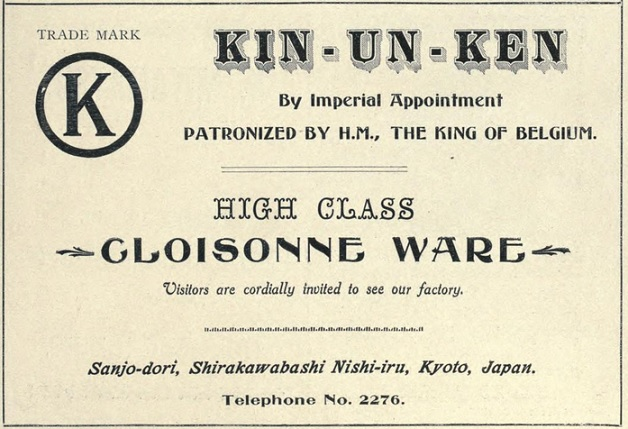
錦雲軒の広告(1910年頃)
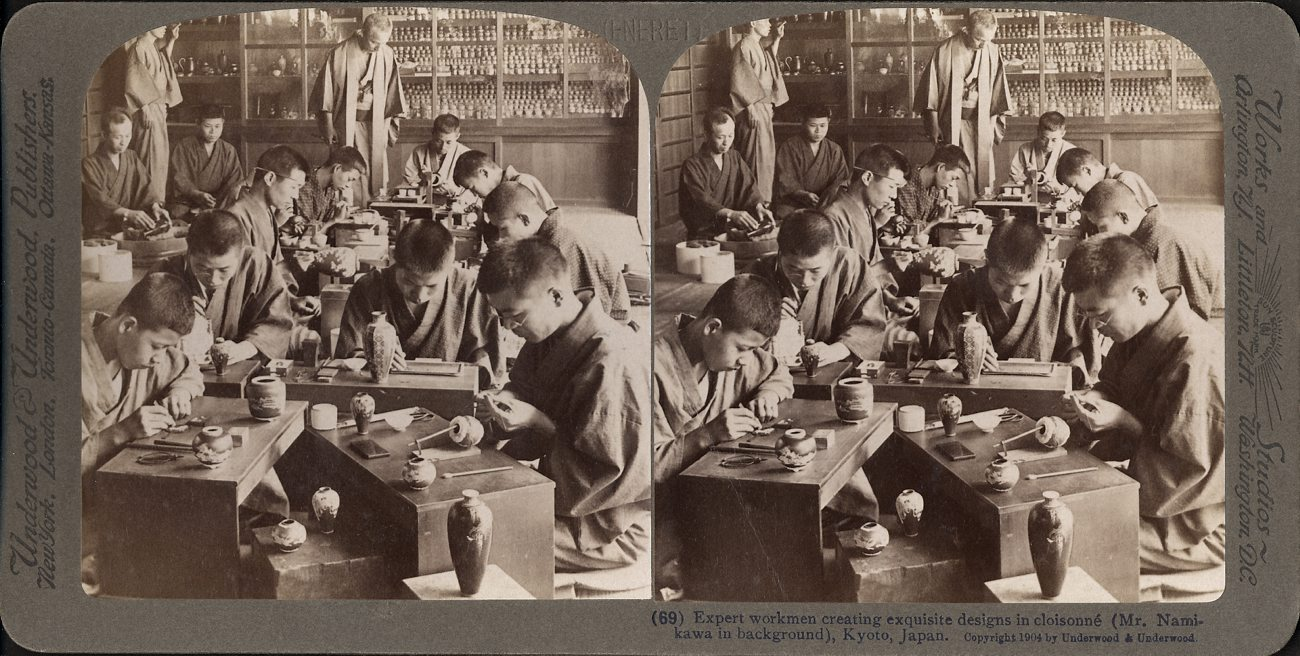
並河靖之の工房(1904年)
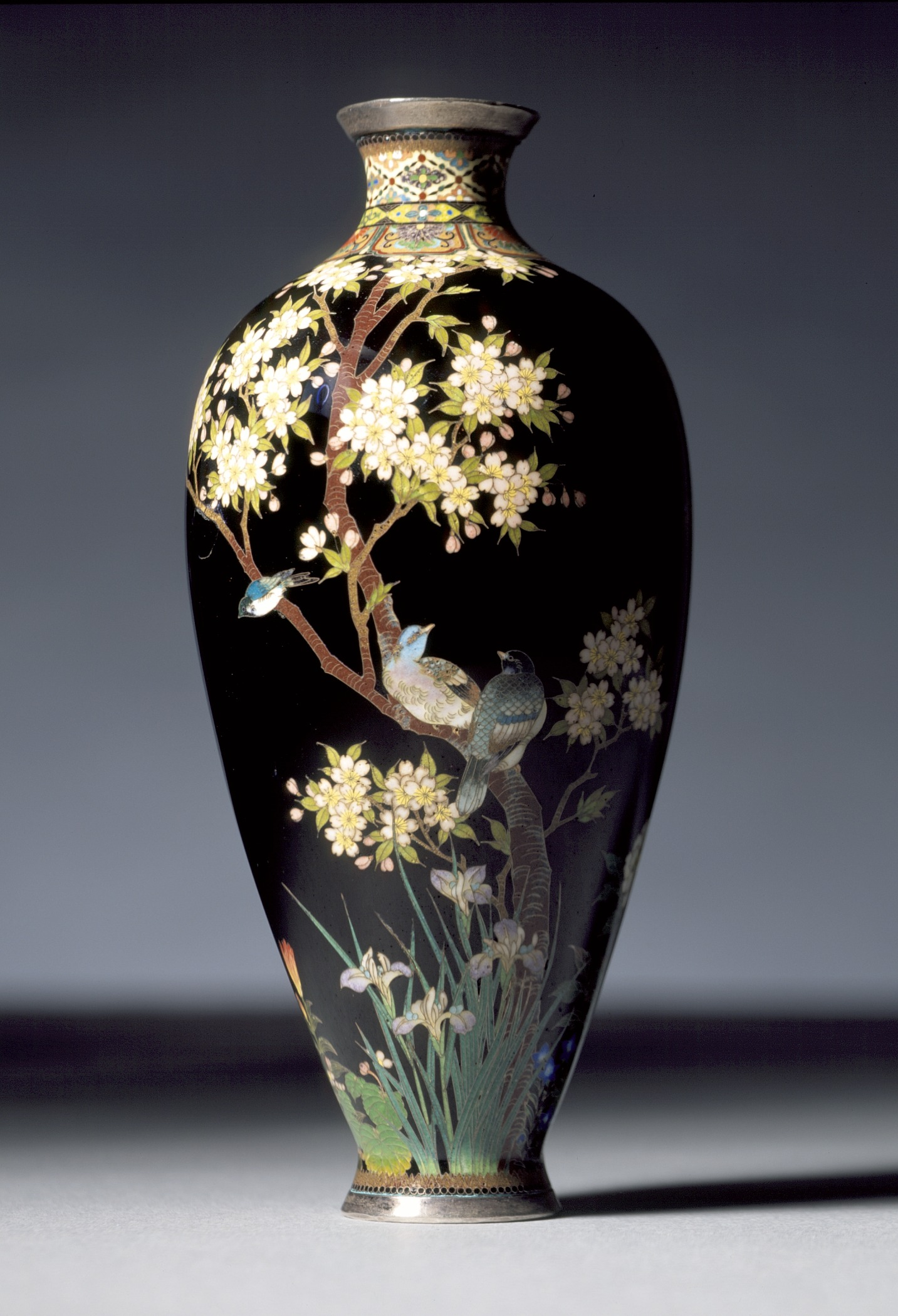
花鳥文花瓶 並河靖之
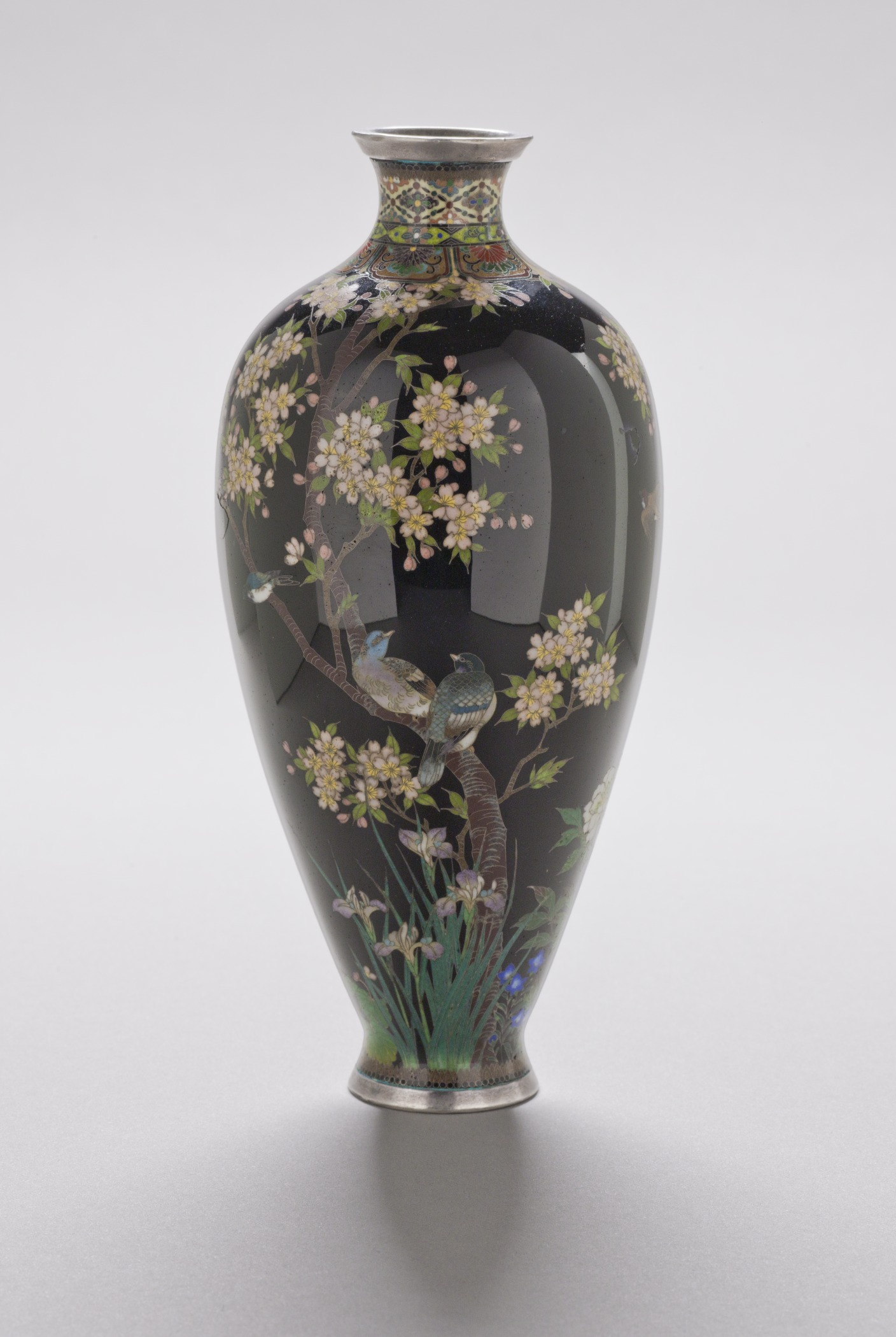
並河靖之（ロサンジェルス・カウンティ美術館）
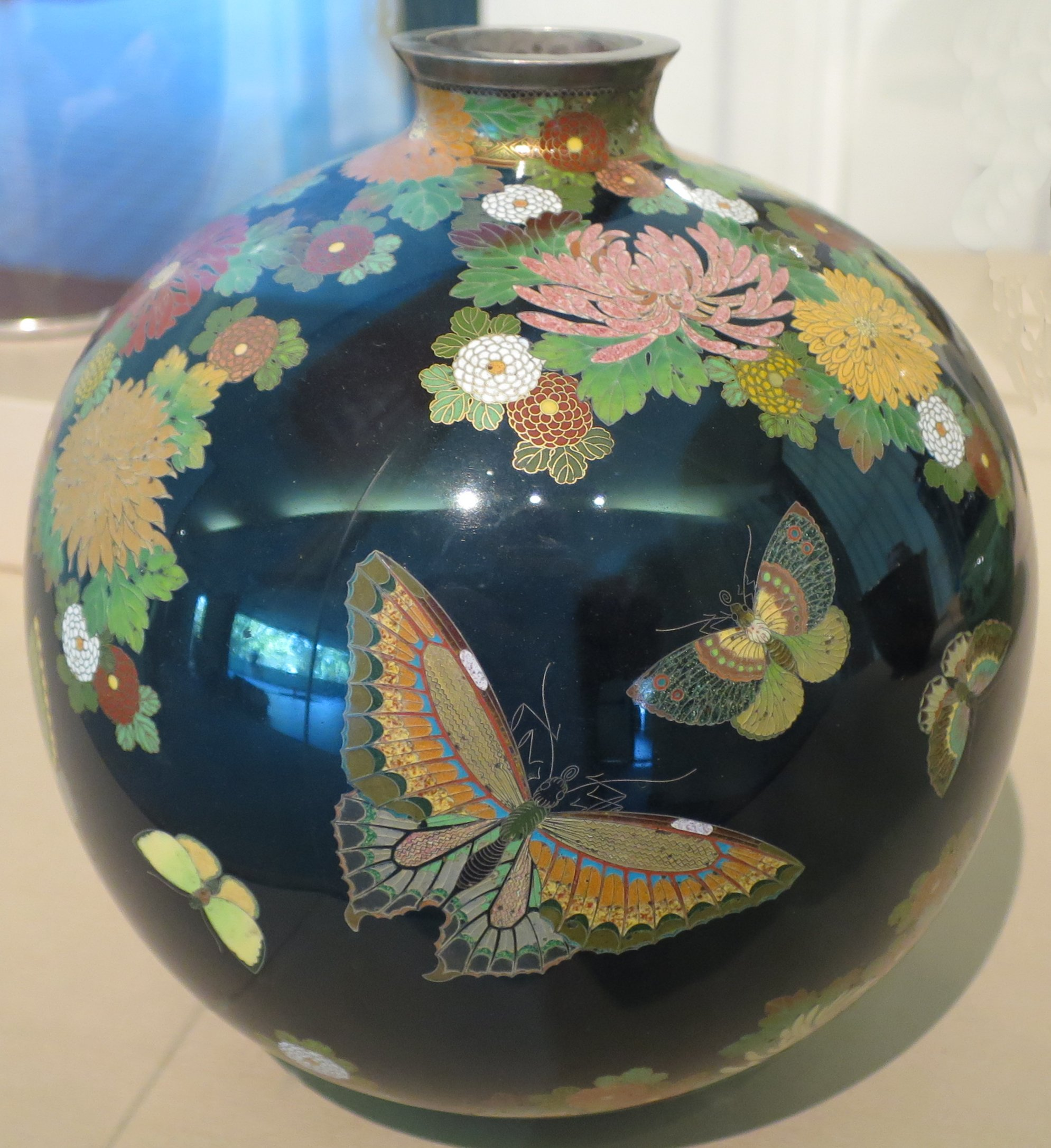
並河靖之（1900-1910, 個人蔵）